# Bolaños de Calatrava
Bolaños de Calatrava es un municipio y localidad española de la provincia de Ciudad Real, en la comunidad autónoma de Castilla-La Mancha. El término municipal, ubicado en la comarca del Campo de Calatrava, tiene una población de 12 067 habitantes (INE 2024).

## Geografía
La localidad está situada a 27 km de la capital provincial, Valdepeñas y Manzanares, y a 4 km al este de Almagro con lo cual ambos municipios son las localidades vecinas más próximas del Campo de Calatrava. También limita al noroeste con Torralba de Calatrava (a 14 km), con Daimiel (al norte) a 17 km, con Manzanares (al oeste) a 27 km y al sur con Moral de Calatrava a 12 km.

### Municipios limítrofes
| Noroeste: Pozuelo de Calatrava | Norte: Torralba de Calatrava | Noreste: Daimiel            |
| Oeste: Almagro                 | Rosa de los vientos          | Este: Manzanares            |
| Suroeste: Almagro              | Sur: Moral de Calatrava      | Sureste: Moral de Calatrava |

### El espacio físico
Bolaños está situado prácticamente en el centro de la provincia de Ciudad Real, en la zona Este del Campo de Calatrava, al norte de la sierra de Moral y al suroeste de la sierra Pelada, ambas parte integrante de las numerosas sierras cuya génesis se explica dentro del conjunto geomorfológico de la región volcánica del Campo de Calatrava. El propio núcleo urbano está ubicado sobre un antiguo edificio volcánico (según Elena Cárdenas).
El municipio tiene una extensión total de unos 88 km², excluyendo los enclaves almagreños de Torrobilla y el Santuario de Nuestra Señora de las Nieves. De este a oeste la anchura máxima del término municipal es de algo más de 12 km, siendo la distancia máxima de norte a sur de algo más de 14 km.
La localidad de Bolaños ocupa aproximadamente una superficie de 4 km², como curiosidad diremos que antiguamente discurría por ella, sin canalización alguna, la corriente esporádica conocida como arroyo Pellejero, lo que provocó algún que otro episodio de arroyada; actualmente dicha corriente está debidamente canalizada y ni siquiera aparece cartografiada en la correspondiente hoja topográfica que, a escala 1:25.000, publica el Instituto Geográfico Nacional.
Es posible distinguir tres zonas físicas diferenciadas dentro del término municipal de Bolaños:
a) Las estribaciones septentrionales de la sierra del Moral: comprenden unos 10 km² de la zona suroriental del municipio, con una cota máxima de 824 m que constituye el punto más elevado del mismo. Son restos graníticos arrasados y desmantelados por la erosión que actualmente constituyen cerros con pendientes suaves que apenas se elevan 200 m por encima de la superficie del municipio que se halla a unos 620 m de altura; aquí todavía puede encontrarse algo de vegetación relicta, fundamentalmente monte bajo, apenas alterada por la acción antrópica del ser humano.
b) La zona de los arroyos de Cuetos y del Seco: que ocupa la parte más oriental del municipio y comprendería unos 40 km². Se trata de una zona por la que discurren los cauces de dichos arroyos que, por otra parte, permanecen casi siempre secos salvo años de lluvias muy copiosas. Ambos arroyos nacen en la sierra del Moral, fuera del término municipal de Bolaños, confluyen, ya dentro del mismo, un poco al Sur del Santuario de la Virgen del Monte, donde termina el arroyo de Cuetos; el del Seco prosigue hacia el Norte y unos 2 km antes de llegar al Santuario de Nuestra Señora de las Nieves se desvía en dirección oeste, para, unos 3 km después de dejar este edificio religioso a su izquierda, traspasar los límites del municipio para adentrarse en el de Almagro. Al igual que las estribaciones septentrionales de la sierra del Moral, esta área del municipio se encuentra prácticamente despoblada pero, a diferencia de aquella, aquí el paisaje está muy alterado por el hombre, dominando el mismo las llamadas en Bolaños huertas y diversas zonas de cultivo.
c) La zona volcánica propiamente dicha: aunque todo el municipio forma parte de la región volcánica del Campo de Calatrava, es en la zona occidental del mismo donde mejor se conservan y se pueden observar los restos del vulcanismo extinto característico de la zona de España donde se ubica Bolaños. Vestigios de dicho vulcanismo son el maar antropizado (cultivado) de la Hoya de Bolaños (llamada localmente el Hondo) y el volcán extinto de las Herrerías, que actualmente es explotado como cantera de basalto (lo que ha provocado su deterioro extremo y su práctica irreconocibilidad como el edificio volcánico que es). Esta zona comprende unos 37 km². Aquí es donde se concentra la práctica totalidad de la población del municipio; hay ciertas zonas de cultivo y alguna zona con vegetación relicta, pero sobre todo prepondera el aprovechamiento urbano (localidad y chaléts privados) y económico (hay un polígono industrial a 2 km al NE del pueblo en dirección Torralba) del suelo.
Como acabamos de decir en esta zona se encuentra el núcleo urbano de la localidad de Bolaños, que es descrita más abajo en las restantes secciones de este artículo.

### Clima
El clima de Bolaños es bastante caluroso ya que tiene todas las características del clima castellano meridional de tipología mediterráneo continental, unificado por el relieve con grandes oscilaciones térmicas diurnonocturnas y anuales. Es frío en invierno y caluroso en verano, de precipitaciones escasas, y lo combaten vientos muy fuertes. Todo ello conduce a una acusada aridez del territorio.

## Historia
La documentación más antigua alude al emplazamiento de antiguas culturas en su término. El evidente origen romano de Bolaños queda reflejado en las monedas, ídolos y sepulturas que, según las relaciones topográficas de Felipe II, se hallaron al sur de la población. De la misma época serían las murallas del mediodía y poniente de su castillo-fortaleza.
Durante la dominación musulmana fue utilizado este fuerte y población romana, quedando marcada la huella árabe en las construcciones norte y este del castillo, dentro de las cuales se apreciaban baños y hermosos arabescos en algunas de sus dependencias. Numerosas plantas de casas musulmanas fueron reconocidas al norte de la población por el redactor de las citadas relaciones.
Tras la toma de la ciudad de Calatrava, en 1147, Alfonso VII aprovecha la debilidad de los Almorávides y ocupa en pocos años el Campo de Calatrava. Estas tierras se adjudican para su defensa a la Orden militar del Temple, pero esta, aun siendo fuerte y poderosa, no fue capaz de hacer frente al empuje almohade, por lo que renuncian a su defensa tras la muerte de Alfonso VII. Su hijo, Sancho III, ofreció la ciudad de Calatrava a quien se hiciera cargo de su defensa, y se la pidieron el abad Raimundo de Fitero y Fray Diego Velázquez –frailes cistercienses-, que les fue donada en 1158, momento en que se crea la Orden de Calatrava y año en que accede al trono de Castilla Alfonso VIII.

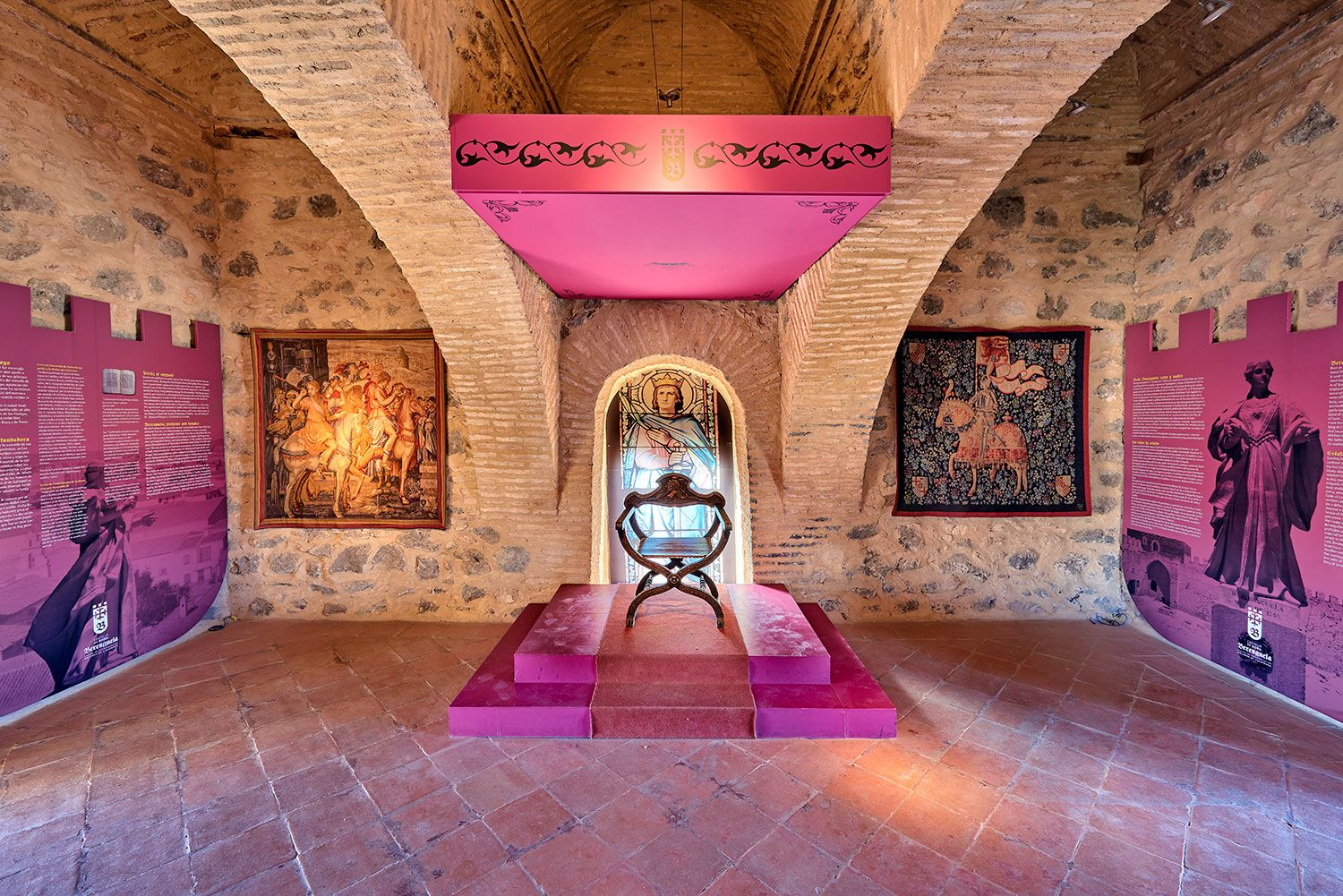
Interior de la torre del homenaje del Castillo de Doña Berenguela en Bolaños de Calatrava.

A partir del asentamiento de los caballeros de la Orden de Calatrava se conquista el territorio del Campo de su mismo nombre, rechazando a los árabes hacia el Sur. Pero el avance almohade se hace inevitable y en 1195 se produce la derrota cristiana en Alarcos y se pierde Calatrava y todo su Campo, por lo que pasaría nuevamente a manos musulmanas. Esta situación duró poco tiempo, ya que en julio de 1212, con la Batalla de Las Navas de Tolosa, los cristianos recuperan definitivamente todo el territorio.

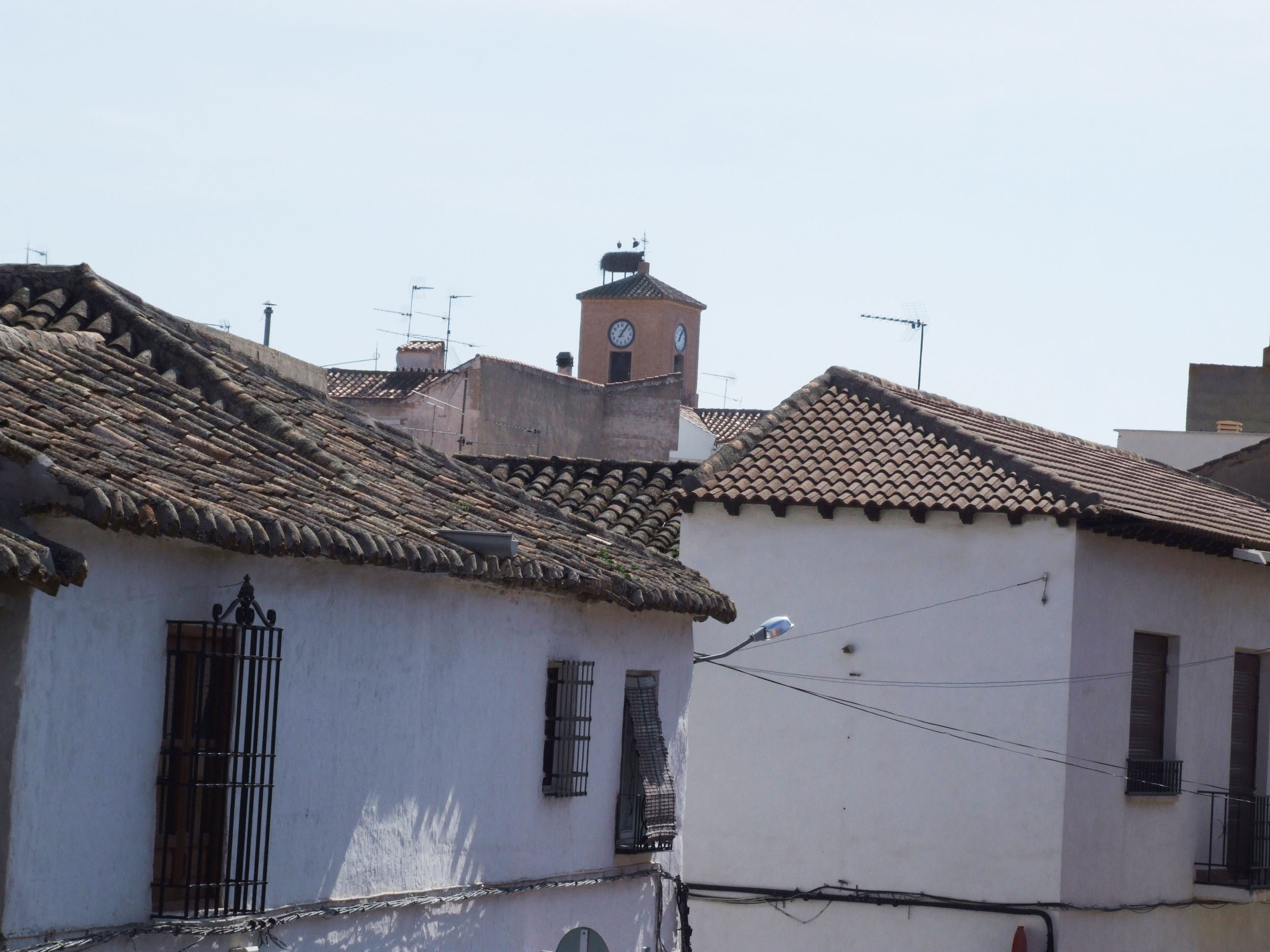
Vista de Bolaños con la torre de la iglesia de San Felipe y Santiago

Alfonso VIII, debido a la debilidad de la corona y a lo limitado de sus medios, encomienda la repoblación y organización de los nuevos territorios conquistados a las órdenes militares. A la Orden de Calatrava se le cedió la ciudad donde tenía instituida su casa matriz, Calatrava, además de numerosas plazas de su campo circundante, que repoblaría bajo las directrices dadas por Alfonso VIII. Este rey reservaría otras villas recién conquistadas para la corona, como fue el caso de Bolaños, que tras su ocupación cristiana el monarca la regalaría a su hija Berenguela por el triunfo de Las Navas. Berenguela otorgó la repoblación de la villa a un caballero de su hueste señorial participante en la Batalla y procedente de Galicia, nombrándolo alcaide. Este caballero era del linaje de los Bolaños y Ribadeneyra, el cual daría como nombre a la villa su propio apellido y como escudo de armas el escudo de su familia –Cordero y Bollo-. 
Fue cámara o residencia de los Maestres de Calatrava en el siglo XV. La orden celebró importantes Capítulos Generales en la antigua iglesia de Santa María, probablemente Santa María de la Alta Virtud, venida a ruinas, probablemente, por el terremoto de Lisboa, cuya cofradía consta en los últimos siglos medievales. 
De época también medieval -siglo XIII- dataría el primitivo Santuario de la Virgen del Monte, de sencilla construcción románica, situada en un bellísimo paraje cercano a la villa, en la cual y sin interrupción han venido celebrándose animadas romerías desde la Edad Media.
Durante los siglos medievales Bolaños debió conocer la pacífica convivencia de mudéjares y cristianos que, más tarde, en los siglos XVI y XVII continuaría cuando aquellos fueron bautizados y pasaron a formar una notable comunidad morisca, dejando cierta influencia en la agricultura, arquitectura y tradiciones de Bolaños.
En el siglo XVI comenzó la construcción de la actual iglesia de San Felipe y Santiago, renacentista, constando también en esa época una ermita de los santos Cosme y Damián, así como un hospital de peregrinos. También existió una Audiencia, cuyo emplazamiento, así como el de los anteriores edificios estarían próximos al castillo. Tanto en la Audiencia como en la denominada iglesia Vieja, se hallaron pintadas las armas que forman el escudo de Bolaños: un cordero, una espada y un bollo.
En 1544 se confirma la creación de la Encomienda de Bolaños. Un camino real de cierta importancia pasaba por el término de Bolaños, desde la venta de Borondo, al Santuario de Nuestra Señora de las Nieves, que servía de comunicación con Portugal y Extremadura.
Tras la crisis demográfica del siglo XVI, Bolaños se recupera en las centurias siguientes, constando, según el Catastro del marqués de la Ensenada, como en el siglo XVIII, sus habitantes pasaban de los 1500 y residiendo principalmente en las calles adyacentes al castillo y la plaza de España actual, sobre todo calle Santísimo, Real de Pozo Agrio, actual calle del Cristo, calle Almagro, etc. De los siglos XVII y XVIII quedan unas casas en la calle del Cristo que son un claro exponente de la arquitectura popular manchega. También en esta misma calle, la denominada Casa de Coca muestra un bello escudo en mármol sobre la portada.
Hacia mediados del siglo XIX, la villa tenía contabilizada una población de 2760 habitantes. Aparece descrita en el cuarto volumen del Diccionario geográfico-estadístico-histórico de España y sus posesiones de Ultramar de Pascual Madoz de la siguiente manera:

BOLAÑOS: v. con ayunt. de la prov. de Ciudad-Real (3 1/2 leg.), part. jud. de Almagro (1/2), aud. terr. de Albacete (26), dióc. de Toledo (18), aunque perteneciente al terr. de la orden de Calatrava, c. g. de Castilla la Nueva (Madrid 30): sit. en un plano inclinado al O., en el camino de Manzanares á la cap.; es de templado clima; la combaten los vientos N. y O. y reinan las calenturas intermitentes. Tiene 300 casas de habitacion reducida; consistorial, cárcel, pósito, peso, taberna, carniceria, posada, escuela de niños con 200 ducados de dotacion y asisten 70; 2 de niñas, á la que concurren 20; igl. titulada de San Felipe y Santiago, que es aneja de la de San Bartolomé de Almagro, y servida por un teniente de provision del triñunal de las órdenes; una ermita titulada del Smo. Cristo de la Columna, y en los afueras otras dos con la advocacion del Monte y del Calvario; un cast. ant. muy bien tratado, y varias huertas y alamedas de silvestres y frutales, que sirven de paseo y forman un ameno campo. Confina el térm. por todos aires con el de Almagro, y comprende algunos pagos de viñas y olivares, tierras de labor y una deh. llamada la Moheda, poblada de chaparros. El terreno es silíceo calcáreo. Los caminos locales, escepto el que conduce desde Manzanares á la cap., que es la misma carretera de Valencia á Almaden y Estremadura, en mal estado. El correo se recibe en Almagro por medio de baligero tres veces á la semana. prod.: aceite, vino, granos, legumbres y algunas frutas; se mantiene poco ganado lanar y de cerda, y se cria caza menor. ind. y comercio: 5 molinos de aceite, estraccion del mismo género, cerdos y legumbres. pobl.: 552 vec., 2,760 alm. cap. imp.: 400,000 rs. contr.: 41,577 rs. 20 mrs. presupuesto municipal 16,000, del que se pagan 2,200 al secretario por su dotacion, y se cubre con los prod. de la deh. ya citada de la Moheda, y repartimiento vecinal.
(Madoz, 1846, p. 380)

A comienzos del siglo XX se construyó, junto a la ermita románica, la nueva de Nuestra Señora del Monte, de amplia nave. Este santuario mariano constituye, hoy día, una de las señas de identidad del pueblo bolañego. En la actualidad, Bolaños, es un próspero pueblo cuyo pasado trasciende este breve resumen histórico, pero queda de manifiesto en el casco antiguo con el castillo y sus alrededores.

## Demografía
Bolaños de Calatrava cuenta con una población de 12 067 habitantes (INE 2024).
| Gráfica de evolución demográfica de Bolaños de Calatrava entre 1842 y 2021                                          |
| |
| Población de derecho según los censos de población del INE Población de hecho según los censos de población del INE |

Bolaños de Calatrava ha experimentado una continua evolución poblacional desde la expulsión de los moriscos –siglo XVII-, convirtiéndose en un caso singular en el contexto de la provincia, ya que fue uno de los pocos pueblos de la provincia de Ciudad Real que, paulatinamente, vio aumentar su población hasta el año 2010, momento en el que se observa un fenómeno de reducción población del 4,3 % desde ese año y hasta el 2017, clara consecuencia de la crisis económica que hizo que 538 emigrantes dejaran la localidad en esos 7 años. El fenómeno se revierte, de nuevo entre los años 2017 y 2020, con un aumento de la población.

## Economía
La localidad tiene una economía diversificada,destacando la mercadería de productos agrícolas y la fabricación de maquinaria de riego.
La economía del pueblo ha sido de tradición fundamentalmente agrícola, primando la agricultura de secano a la de regadío. No obstante, ha sufrido un cambio a favor de sus transformados, los productos de la industria alimentaria. A principios del siglo XXI, Bolaños destaca es este campo con almacenes de frutas y hortalizas y fábricas de frutos secos y patatas fritas; pero cabe mención especial la elaboración de conservas de la berenjena del Campo de Calatrava, que goza de la indicación geográfica protegida de Berenjena de Almagro y cuya sede se encuentra en el Centro Integral de Gestión Agroalimentaria (CIGA), junto con la del resto de marcas de calidad calatravas (vino y aceite).
En cuanto a la ganadería, Bolaños de Calatrava es un centro destacado de ganado ovino con abundante producción de leche y carne. También existe industria avícola surgida a partir de los años 50 y sobre todo 60.
El sector secundario viene representado básicamente por la ya mencionada industria alimentaria y la industria del mueble.
A nivel comercial, el pueblo es exportador de cebollas y otros productos alimenticios (hortofrutícolas básicamente), además de disponer de un gran parque de camiones para la logística. 
El sector de servicios dispone de 8 entidades financieras, corredurías de seguros, inmobiliarias, talleres de reparación y el comercio minorista textil, con una treintena de comerciantes.

## Administración y política
Bolaños de Calatrava ha contado, desde la Transición, con pocos alcaldes. Primero fue Tomás Sobrino Tosina, de la UCD, que estuvo unos meses en el cargo, entre 1979 y 1980. Le sustituyó Daniel Almansa, primero de 'UCD' (Unión de Centro Democrático), después de 'AP' (Alianza Popular) y luego del 'PP' (Partido Popular), y que fue votado legislatura tras legislatura hasta 2007 (1980-2007). En las Elecciones Municipales celebradas en 2007 se produjo un cambio en el municipio, al tener, por primera vez, un alcalde del 'PSOE' (Partido Socialista Obrero Español), Eduardo del Valle Calzado. En las elecciones municipales de 2011 de nuevo hubo un alcalde del Partido Popular, Miguel Ángel Valverde Menchero, renovando la alcaldía el 24 de mayo de 2015, en 2019 y posteriormente en 2023.

### Alcaldía
| Periodo   | Nombre                         | Partido |
| --------- | ------------------------------ | ------- |
| 1979-1983 | Tomás Sobrino Tosina           | UCD     |
| 1983-1987 | Daniel Almansa García          | AP      |
| 1987-1991 | Daniel Almansa García          | AP      |
| 1991-1995 | Daniel Almansa García          | PP      |
| 1995-1999 | Daniel Almansa García          | PP      |
| 1999-2003 | Daniel Almansa García          | PP      |
| 2003-2007 | Daniel Almansa García          | PP      |
| 2007-2011 | Eduardo Del Valle Calzado      | PSOE    |
| 2011-2015 | Miguel Ángel Valverde Menchero | PP      |
| 2015-2019 | Miguel Ángel Valverde Menchero | PP      |
| 2019-2023 | Miguel Ángel Valverde Menchero | PP      |
| 2023-act. | Miguel Ángel Valverde Menchero | PP      |

## Cultura

### Patrimonio
- Rollo de justicia[9]
- Castillo de Doña Berenguela

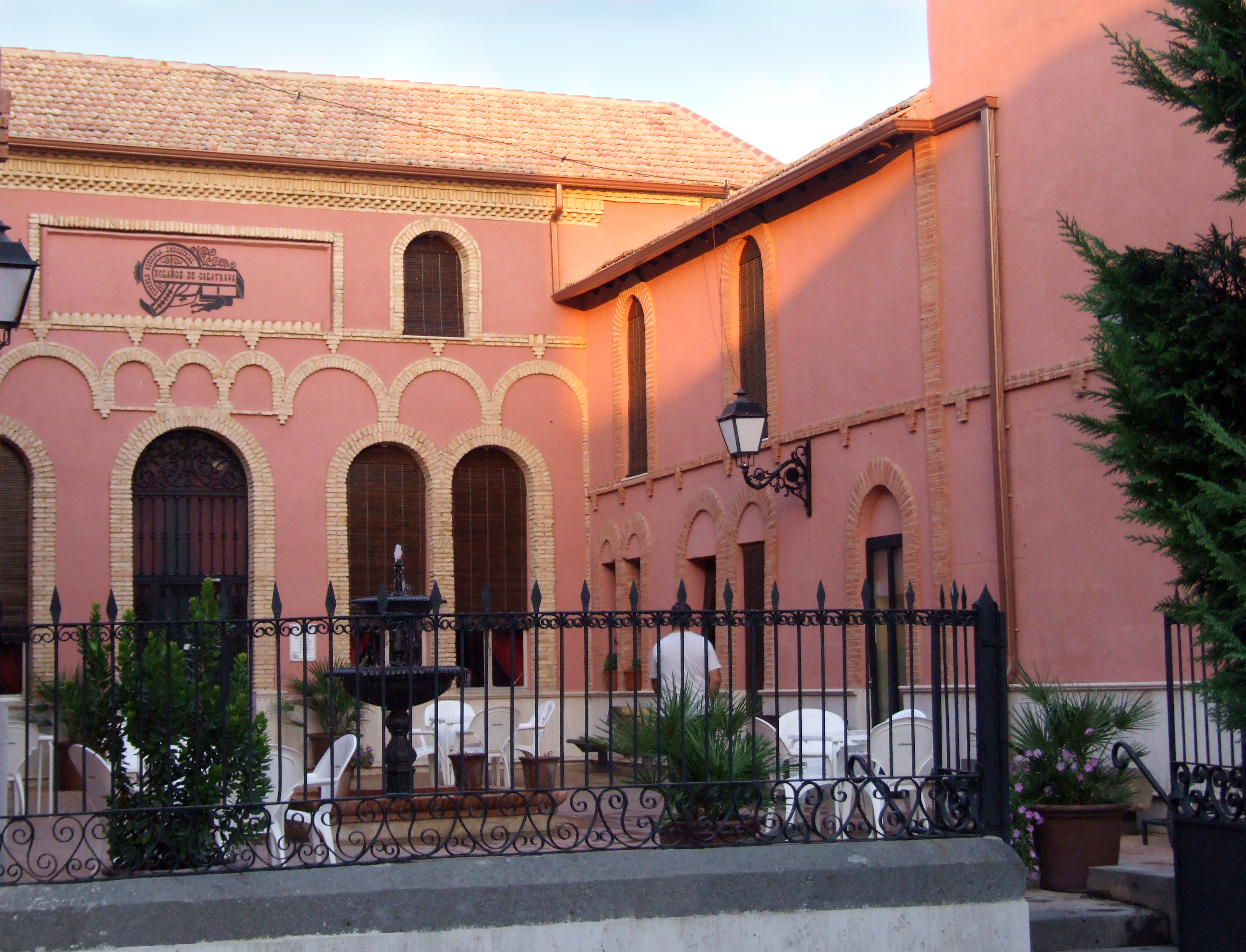
Círculo Agrícola e Industrial

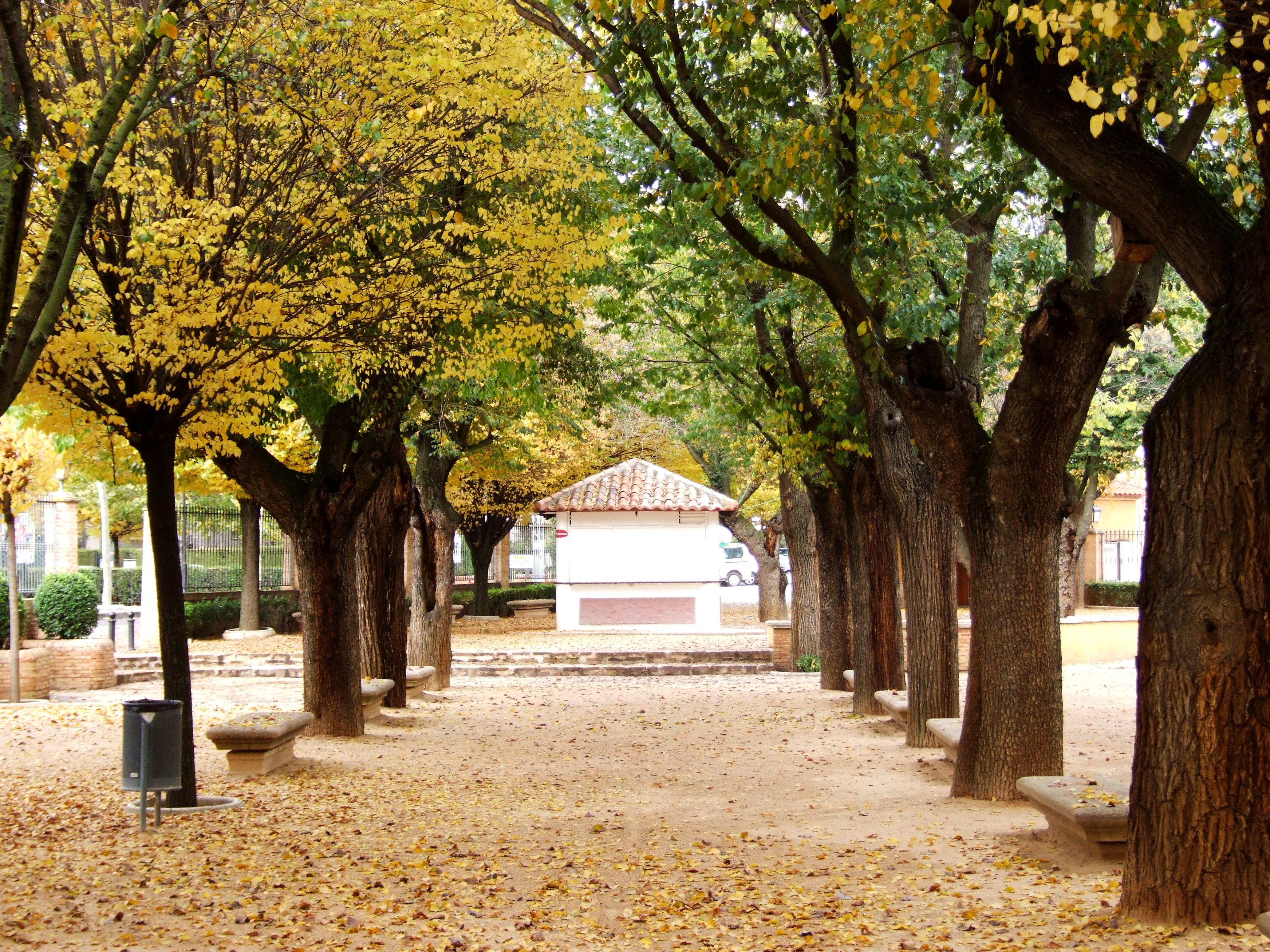
Olmos negros centenarios, parque municipal

- Iglesia parroquial de San Felipe y Santiago
- Ermita de San Cosme y San Damián (El Cristo)
- Santuario de la Virgen del Monte
- Ermita de San Isidro
- Santuario de Nuestra Señora de las Nieves
- El Pozo de la Nieve (Viviendas-cueva privadas)
- El círculo Agrícola Industrial (Casino de la Verja)
- Casa de la calle Sancha López del Peral (en su día consistorial o cural)
- Iglesia de Santa María, Madre de la Iglesia (iglesia nueva)
- Ermita del Cristo del Calvario
- Casas etnográficas calle del Cristo
- Templete de San Cristóbal

#### Castillo de doña Berenguela

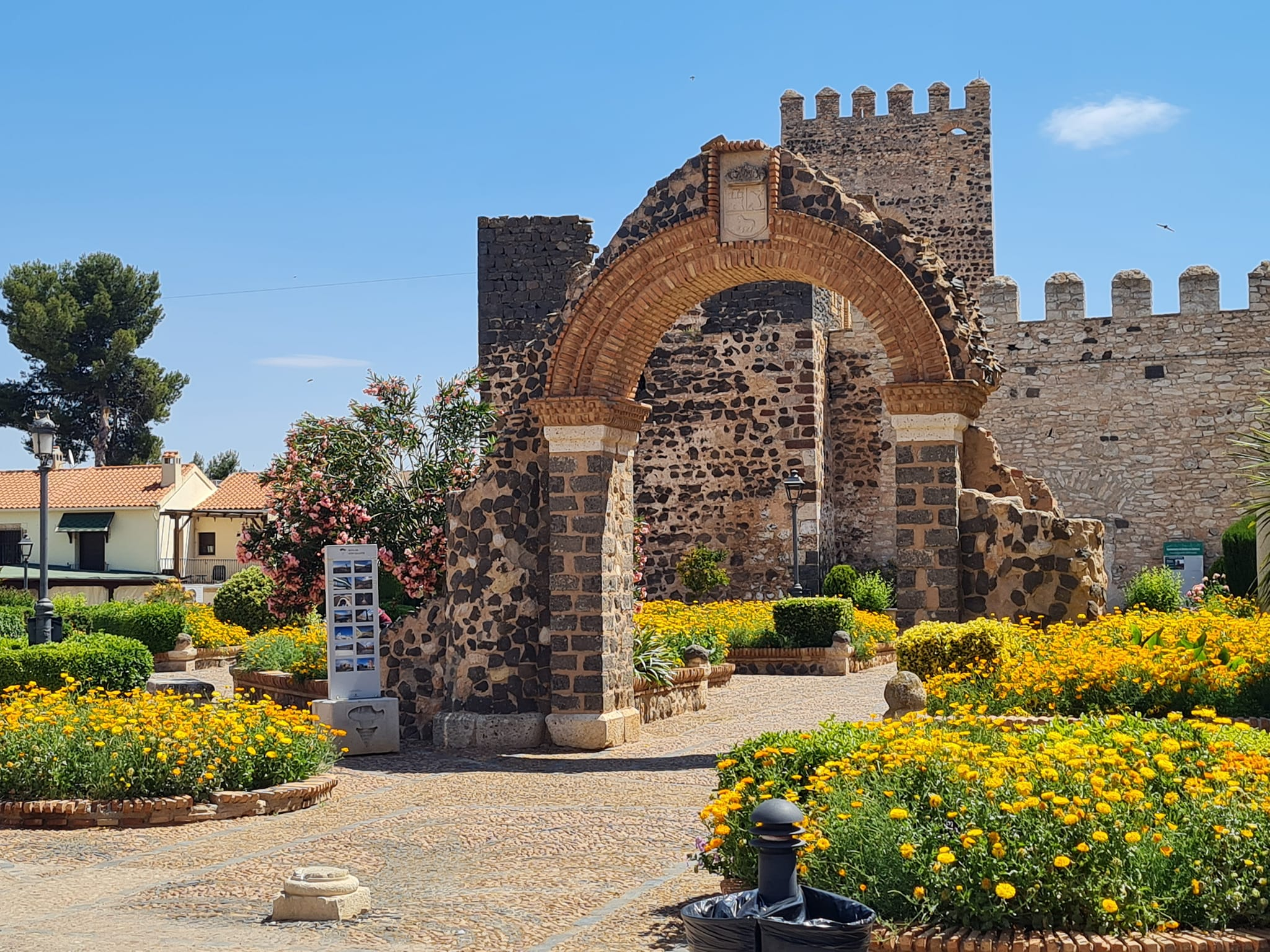
Castillo de Bolaños

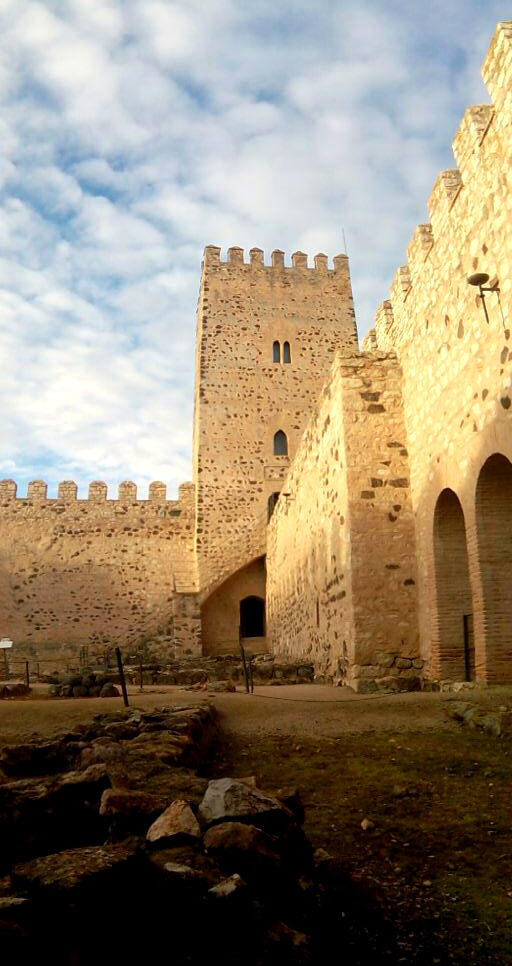
Torre del Homenaje del castillo de Doña Berenguela desde el patio de armas

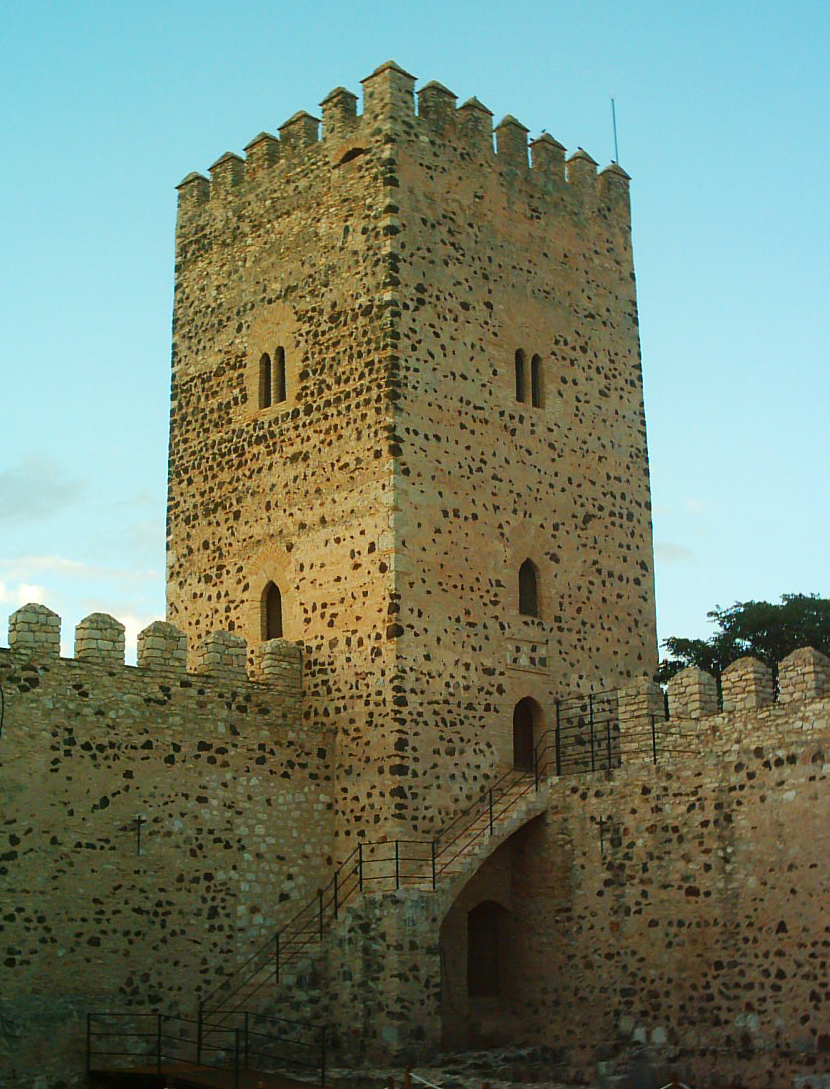
Torre del Homenaje en el castillo de Doña Berenguela de Castilla

El castillo es una fortaleza árabe construida entre los siglos X y XI en piedra basáltica, caliza, yeso y ladrillo. Sus medidas son 43,70 m de ancho, 40,85 m de largo y 7,40 m de alto. El recinto está completamente almenado y en su interior existen restos árabes: unos baños, aljibes y muros de anteriores estancias. Pose dos torres, la Homenaje, con ventanas germinadas en sus laterales y mazmorra en la parte inferior y la torre Prieta de la que solo se conserva una pequeña parte, el castillo posee un amplio patio de armas.
La fortaleza fue edificada para custodiar la vía militar de Toledo a Córdoba. En 1229, tras la Reconquista cristiana, fue donado por Berenguela de Castilla a la Orden de Calatrava, que lo convirtió en la sede de la Encomienda de Bolaños. En 1520 se reparó para combatir el levantamiento comunero. Tras un largo periodo de dejadez, el espacio se destinó a eventos culturales, hasta 2003, fecha en la que se hizo una excavación arqueológica en la que se descubrieron los restos de un foso defensivo que rodea las murallas.
Sabemos que en 1195, tras la derrota en la batalla de Alarcos, el castillo de Bolaños pasa a manos musulmanas siendo recuperado en 1212. La Reconquista modificó su función, pasando de dedicarse a la defensa de las vías de comunicación a ser una atalaya de alerta ante las razzias de uno y otro bando cristiano. Es especialmente importante la confirmación de Fernando III de Castilla en 1229 de la donación de esta puebla a la Orden de Calatrava por doña Berenguela. El castillo había sido cedido previamente a ésta por Alfonso VIII. Más tarde, en 1245, Alfonso X confirmó todos los privilegios que Fernando III y doña Berenguela habían dado a esta pequeña población. En 1373 se cita como posible residencia del maestre de la Orden de Calatrava, al que siguió perteneciendo hasta que en 1537 se creó la encomienda de Bolaños. El castillo fue perdiendo sus usos y motivos, transformándose en residencia y desvaneciéndose poco a poco como punto estratégico; aunque siguió desempeñando su papel de baluarte, sirviendo de lugar de encuentro entre los emisarios de la realenga Villa Real y los freires de la Orden, para intentar limar las asperezas que ambos bandos mantenían en su lucha particular por el control político.
A esta noble construcción le quedaban por jugar algunas bazas, como la de hacer frente al posible ataque comunero, en el s. XVI, para lo que fue sacado del olvido y remozado, después fue progresivamente abandonado. En los Libros de Visitas de la Orden de Calatrava se hacen referencia al mal estado de conservación y a la necesidad de hacer reparaciones en las casas del castillo y sus murallas durante los siglos XVII y XVIII. En 1864 sale a subasta, hallándose por entonces arruinado.
Más tarde, en el s. XX fue perdiendo lo poco que le quedaba, llegando a quedar tan limpio el patio que pudo albergar corridas de toros. La Diputación de Ciudad Real lo restauró en 1982, siendo utilizado para dar cobijo a diversos actos culturales. Actualmente es el principal uso del edificio, aparte de las visitas turísticas al propio monumento, cuya entrada tiene un precio de 1 euro.
Como curiosidad decir que la tradición oral cuenta que en el castillo nació el rey Fernando III el Santo hijo de la reina de Castilla doña Berenguela algo no comprobado, ya que otras fuentes lo sitúan en el Monasterio de Valparaíso en el pueblo zamorano de Peleas de Arriba.

#### Iglesia de San Felipe y Santiago

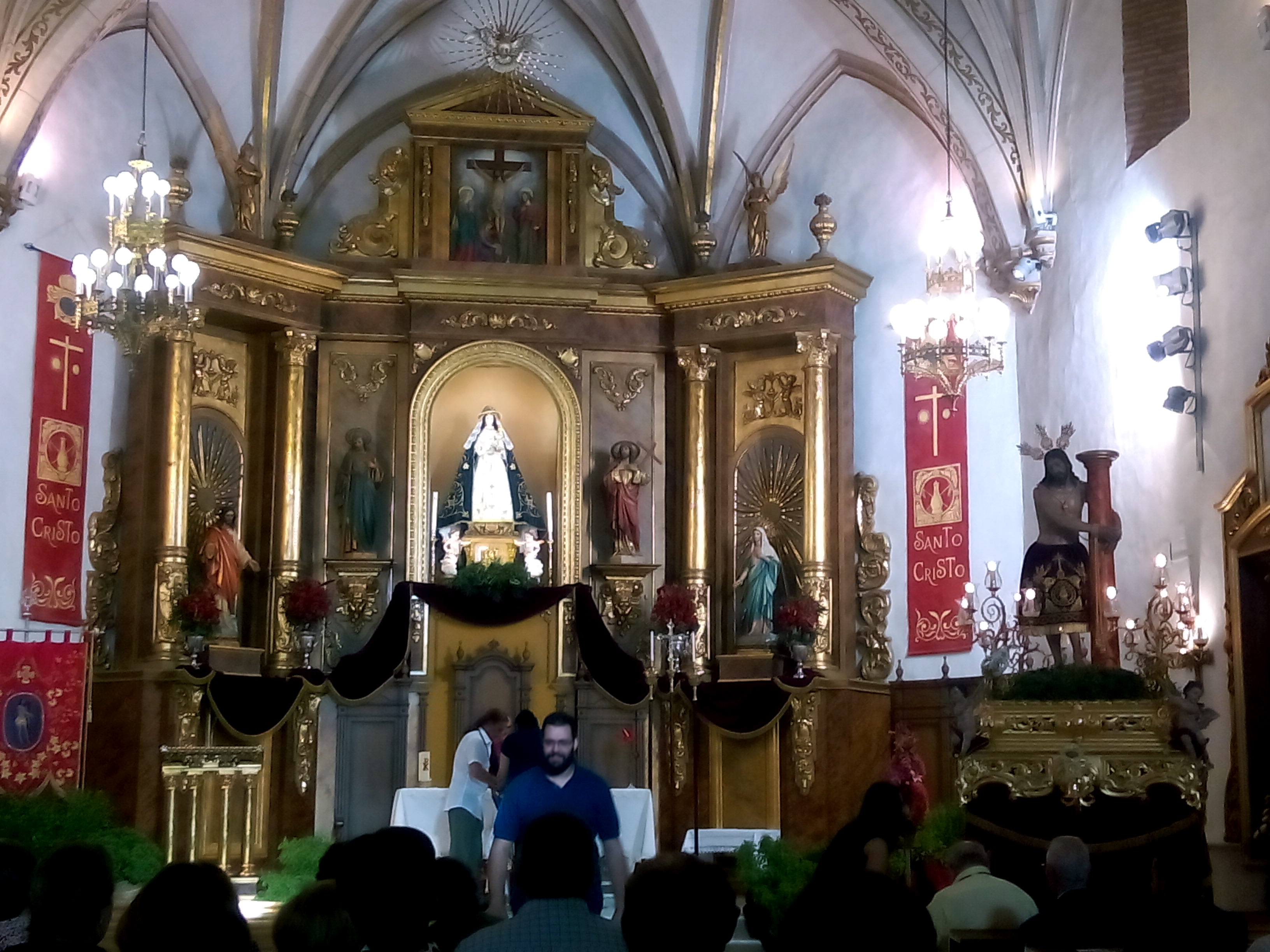
Iglesia de San Felipe y Santiago

Es un edificio de transición del Gótico al Renacimiento. Tiene planta de una sola nave con cabecera poligonal. Se cubre con bóvedas estrelladas en cada tramo que delimitan los arcos fajones. Tiene
cuatro capillas laterales, de las que cabe destacar el baptisterio, que está a los pies de la nave y que se cubre con una bóveda de ladrillo de barro cocido, sobre ménsulas labradas en piedra. Es de admirar su pila bautismal del siglo XVI, con el escudo de la villa labrado, y que ha sido colocada al pie del presbiterio, un calvario pintado al fresco sobre la hornacina de San José y que pertenece al siglo XVII y el despacho parroquial, cubierto por una bóveda barroca de gruesos nervios y decoración vegetal. En el exterior destaca la fachada, con un rosetón abocinado de ladrillo de barro cocido, y la portada, de arco de medio punto, realizada en piedra caliza con dos medallones en los
que aparecen la cruz de Calatrava con dos eslabones a los pies y las llaves de San Pedro puestas en aspa. Se construyó en el siglo XVI, y estuvo dotada de un Retablo Mayor barroco del siglo XVII y un órgano del XVIII, que se perdieron en la Guerra Civil. En esta última época fue utilizada como barracón y caballerizas, volviéndose a consagrar en 1939. Como dato curioso, decir que en la reforma realizada en 2003 se encontraron varios niveles de enterramiento en el interior de la nave, que podrían datarse desde la apertura de la iglesia al culto hasta finales del siglo XVIII, en que Carlos III prohibió las inhumaciones en el interior de los templos.

#### Ermita de San Cosme y San Damián

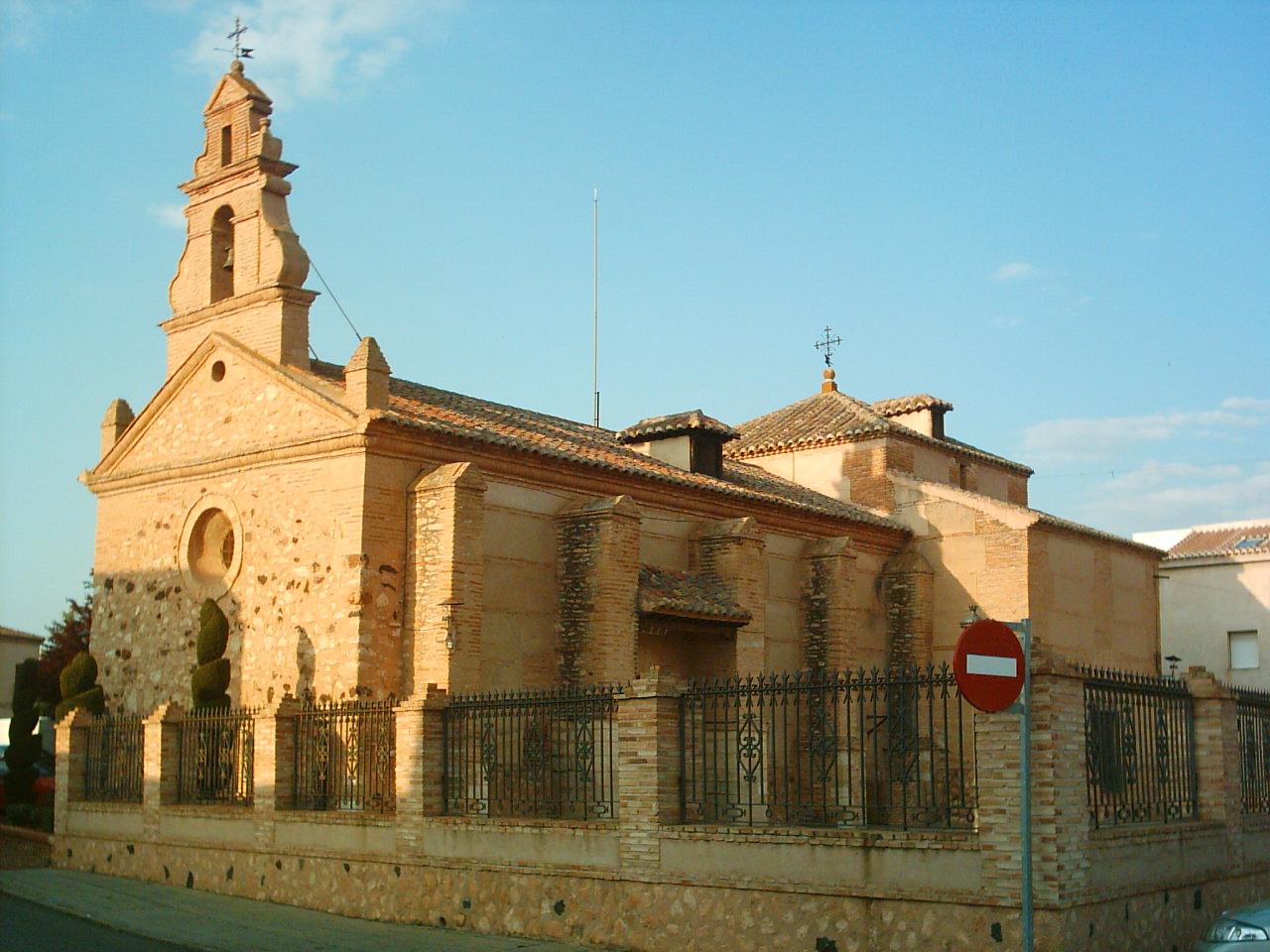
Ermita de San Cosme y San Damián. El Cristo

Es una ermita del siglo XV, reformada ampliamente en el siglo XVIII, adoptando los cánones protobarrocos de la época. Tiene planta de cruz latina irregular, y en el crucero se alza una cúpula elíptica, encamonada al exterior, sobre pechinas, decorada con pinturas con motivos vegetales y en las pechinas, frescos con los rostros de los Santos Padres Latinos de la Iglesia. La bóveda es de medio cañón con lunetos ciegos, en la que pueden verse representados los símbolos de los cuatro evangelistas (Águila de San Juan, Toro de San Lucas, León de San Marcos y Ángel de San Mateo) en medallones separados. Es destacable su Retablo Mayor barroco del siglo XVIII que logró salvarse de la guerra civil española por la afortunada intervención de la santera Teresa, que logró convencer a los destructor del peligro que corría la pared adosada al mismo de desplomarse y venir abajo si destruían el retablo. El retablo con columnas salomónicas y coronado por una pintura en tabla que representa la exaltación de la cruz, y los recientes frescos góticos descubiertos en la nave del templo son las obras histórico-artísticas más significativas del interior del edificio. En el exterior, la cubierta es de teja curva a dos aguas en la nave y a cuatro en el crucero, destacando su espadaña, de características similares a la de la capilla de la Universidad de Salamanca. El muro Sur queda delimitado por una verja de ladrillo de barro cocido y forja, que enmarca un patio, poco
común en la zona. En el siglo XVIII fue ampliada para acoger las imágenes de la iglesia de Santa María de la Alta Virtud, que había sido derruida, momento este en que adoptó su nombre más popular: “Ermita del Cristo de la Columna”, por entronizarse esta imagen en su Altar Mayor. Tuvo un cementerio en la parte Norte, con dos recintos, uno para católicos y otro para no católicos, que fue trasladado a principios del siglo XX a su ubicación actual.
En 2014 se realiza una restauración integral donde aparecen pinturas medievales en la nave de la ermita y pinturas barrocas en el presbiterio, a ambos lados del retablo mayor, estas últimas pinturas son "trampantojo" del propio retablo.

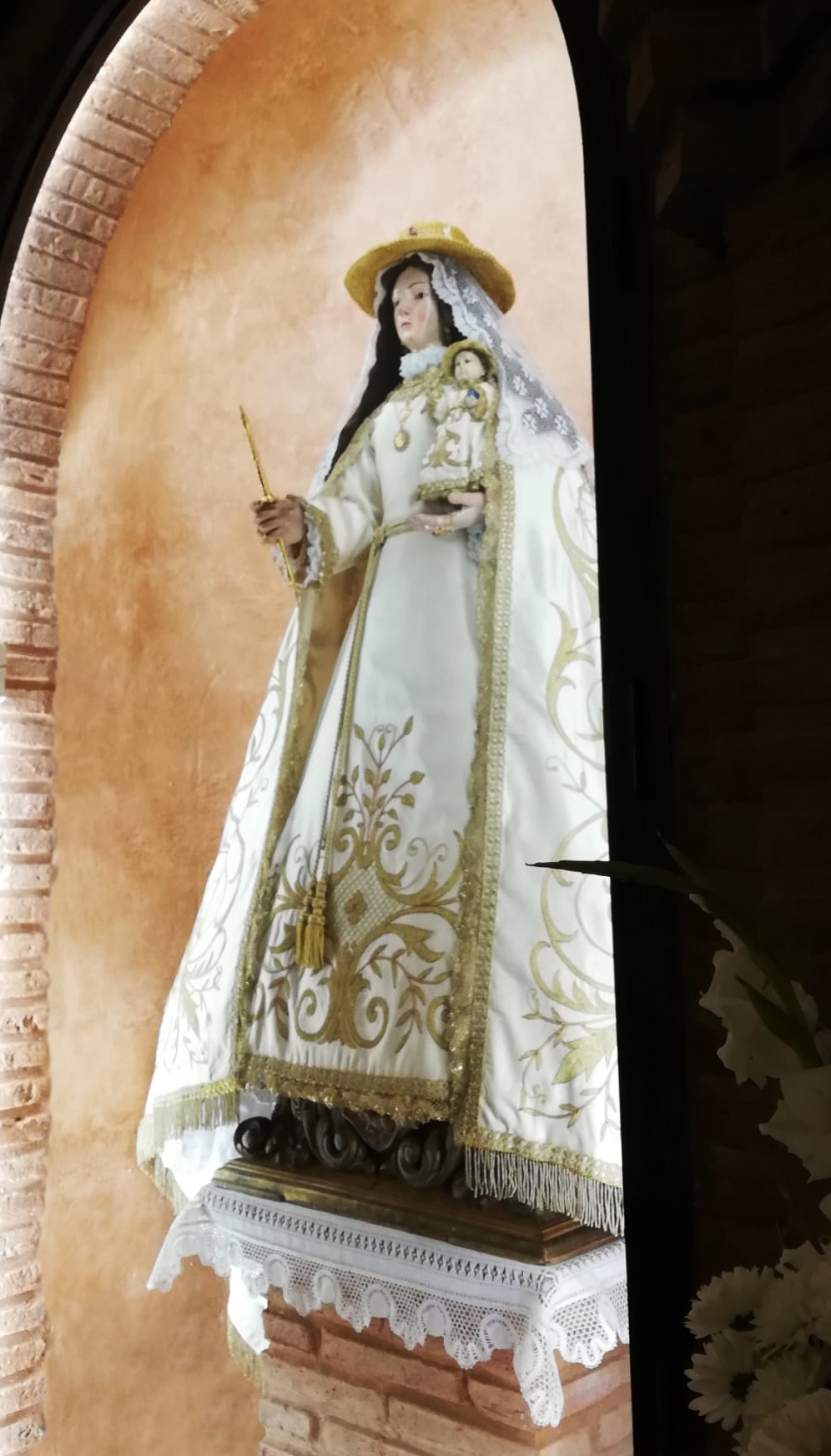
Imagen de Santa María del Monte entronizada en la hornacina de la ermita vieja

#### Santuario de Nuestra Señora del Monte
El Santuario de Nuestra Señora del Monte es un complejo en el que se venera a la imagen mariana de la Virgen del Monte, en el municipio de Bolaños de Calatrava (Ciudad Real). En el paraje se celebra la popular romería Virgen del Monte. Consta de dos ermitas una primitiva del siglo XIII y otra posterior de finales del siglo XIX y principios del XX. El actual recinto del santuario se ubica en la antigua Dehesa de la Moheda perteneciente a la Orden de Calatrava en tiempos de las órdenes militares. El Santuario de la Virgen del Monte alberga una de las colecciones de exvotos más numerosas de Castilla-La Mancha repartidas tanto en el coro de la ermita Grande como en la sala museo donde se recogen algunos de los enseres de la liturgia y parte del ajuar de la imagen. El recinto del santuario es la principal zona verde y de esparcimiento de la localidad con arboledas, fuentes, mesas de camping, paseos y jardines que se reparten a lo largo de 16 fanegas de terreno (14 hectáreas).

### Fiestas

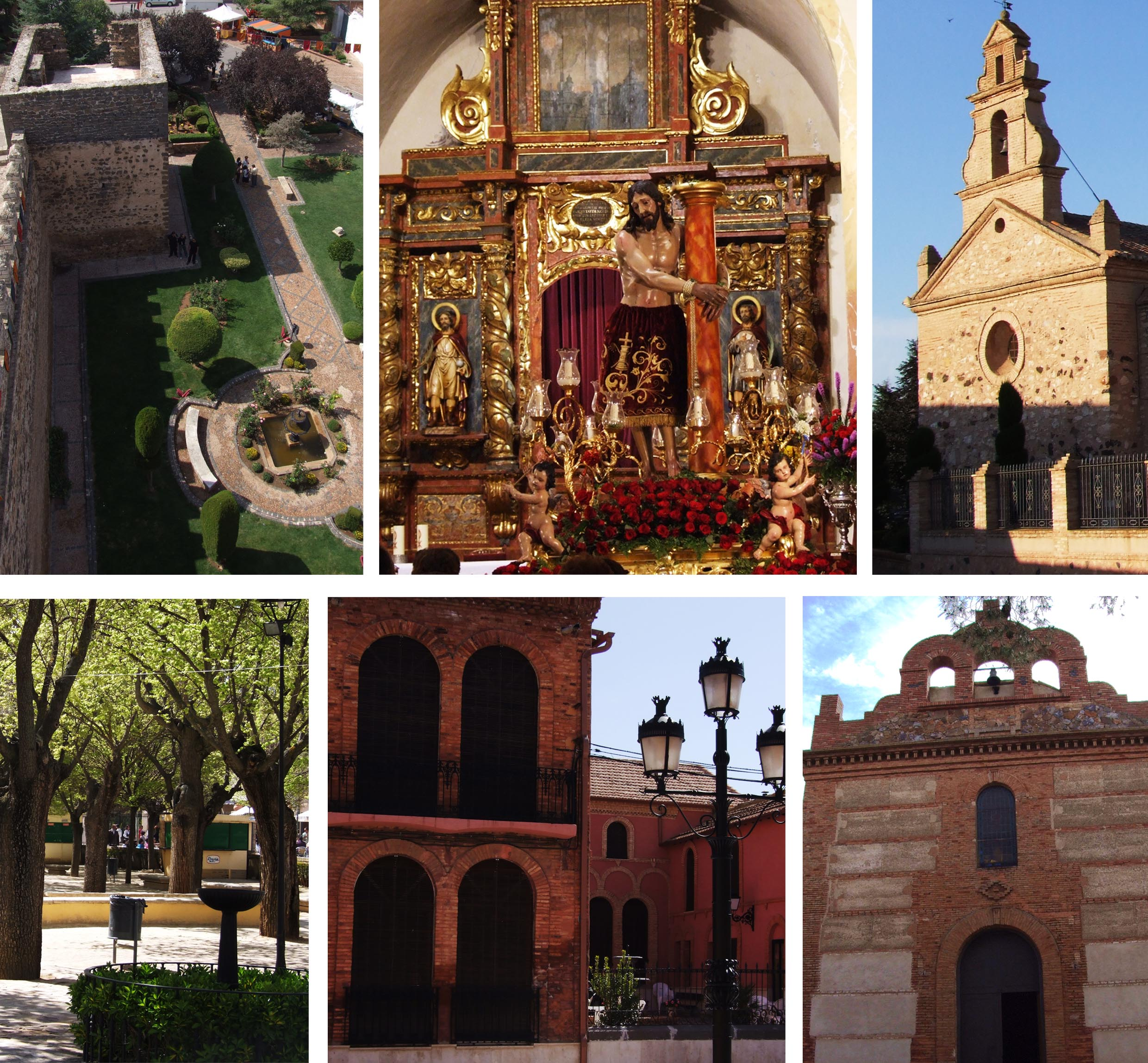
Vista desde el castillo, retablo y espadaña de la ermita del Cristo, el parque municipal, el Círculo Agrícola y el santuario de la Virgen del Monte

#### Día de La Pañolá o de Las Almendrillas
Se celebra el 4 de febrero, desde el año 1838 y tiene su origen en los trágicos sucesos del 3 de febrero de 1837, cuando un grupo de guerrilleros carlistas asesinaron a más de 20 personas entre las que se encontraban las autoridades municipales. Antes de estos sucesos, se celebraba el 3 de febrero la festividad de San Blas, pero desde entonces, la fiesta fue suspendida y paso a honrarse el día siguiente a las Ánimas Benditas del Purgatorio.
La hermandad de la Ánimas, pedía limosnas por el pueblo, principalmente productos del terreno que ese día eran subastados en la plaza, frente a la iglesia. Con el dinero obtenido se sufragaban las misas y funciones celebradas en honor a las ánimas.
También, y hasta hace muy poco, se realizaban procesiones desde la iglesia parroquial hasta el cementerio portando el estandarte de la hermandad.
Se salía de la iglesia, tras celebrar una misa, cantando y rezando, y al llegar al Cristo del Calvario se empezaba a rezar un rosario, hasta llegar al cementerio, donde se celebraba otra misa.
Con el paso de los años ha perdido el carácter religioso y únicamente se instalan puestos de frutos secos en la plaza de España, donde se venden todo tipo de dulces como garrapiñadas, almendras tostadas, turrones, frutos secos, etc. Y se estableció la tradición bolañega de echar la pañolá, que consistía en llenar un pañuelo de todos estos frutos, atándolo por los picos y regalándolo a los seres queridos. La fiesta también es conocida popularmente como el día de las almendrillas.

#### Carnaval
Es una fiesta muy celebrada, con gran tradición. Empiezan el sábado, alargándose hasta el miércoles cuando se entierra la sardina. Son cinco días llenos de máscaras y diversión desde las 16:00 horas con los bailes del café en el Círculo Agrícola Industrial (Casino de la verja), hasta altas horas de la madrugada en el auditorio La Guardería, sin descanso. El sábado siguiente a partir de las 16:00 horas se celebra el gran desfile regional de carrozas, comparsas y murgas que presenta ya su 40 edición, con la participación de las mejores comparsas de los pueblos de la provincia. De especial interés es la tradicional "mascara guarra" que consiste en disfrazarse mediante la improvisación con las prendas anticuadas y viejas que ya no se utilizan.

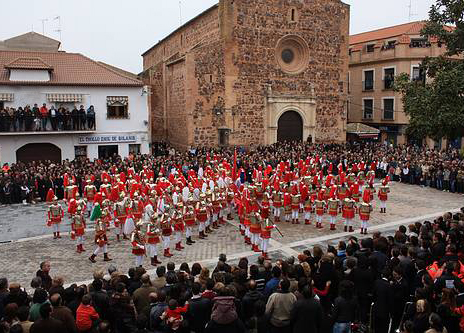
Los armaos realizando La estrella

#### Semana Santa en Bolaños de Calatrava / Ruta de la Pasión Calatrava
Se celebra entre el Domingo de Ramos y el Domingo de Resurrección. A lo largo de la semana desfilan las 6 cofradías y las 5 bandas de música del municipio. La Semana Santa en Bolaños de Calatrava fue declarada de Interés turístico Regional en 2007 (junto al resto de Semanas Santas del Campo de Calatrava) y posteriormente se anunció su declaración de Interés Turístico Nacional el 14 de septiembre de 2016 publicado en el BOE el 19 de septiembre de 2016.
La Semana Santa en Bolaños de Calatrava destaca especialmente por la compañía de romanos popularmente conocida como los armaos pertenecientes a la cofradía del Cristo del Sepulcro. Los armaos son el hilo conductor de la representación de la pasión y muerte de Jesucristo, representan cronológicamente los acontecimientos más relevantes de los días claves de la pasión, como el prendimiento, la sentencia del Viernes Santo donde Cristo camino del calvario se encontró con La Verónica, San Juan o su madre la Virgen María (Procesión del Paso) o el Santo Entierro. No obstante existen otros desfiles que completan el resto de días de la Semana Santa aunque no sigan la cronología de la pasión y muerte pero que igualmente son de gran belleza. Aunque tradicionalmente la Semana Santa de Bolaños ha sido más austera, podríamos decir que de aspecto sobrio o castellano; en los últimos años, algunas cofradías han cogido influencias andaluzas, produciéndose una simbiosis entre ambas formas de representar la pasión.
Entre los hitos destacables por los que ha sido reconocida se encuentra, la procesión del Prendimiento el Jueves Santo, la Sentencia de la Procesión del Paso, el Viernes Santo, o la escenificación de la desaparición del cuerpo de Cristo del Sepulcro, que se representa en la plaza de España la mañana del Sábado Santo. A continuación se detallan las celebraciones por días.
Domingo de Ramos

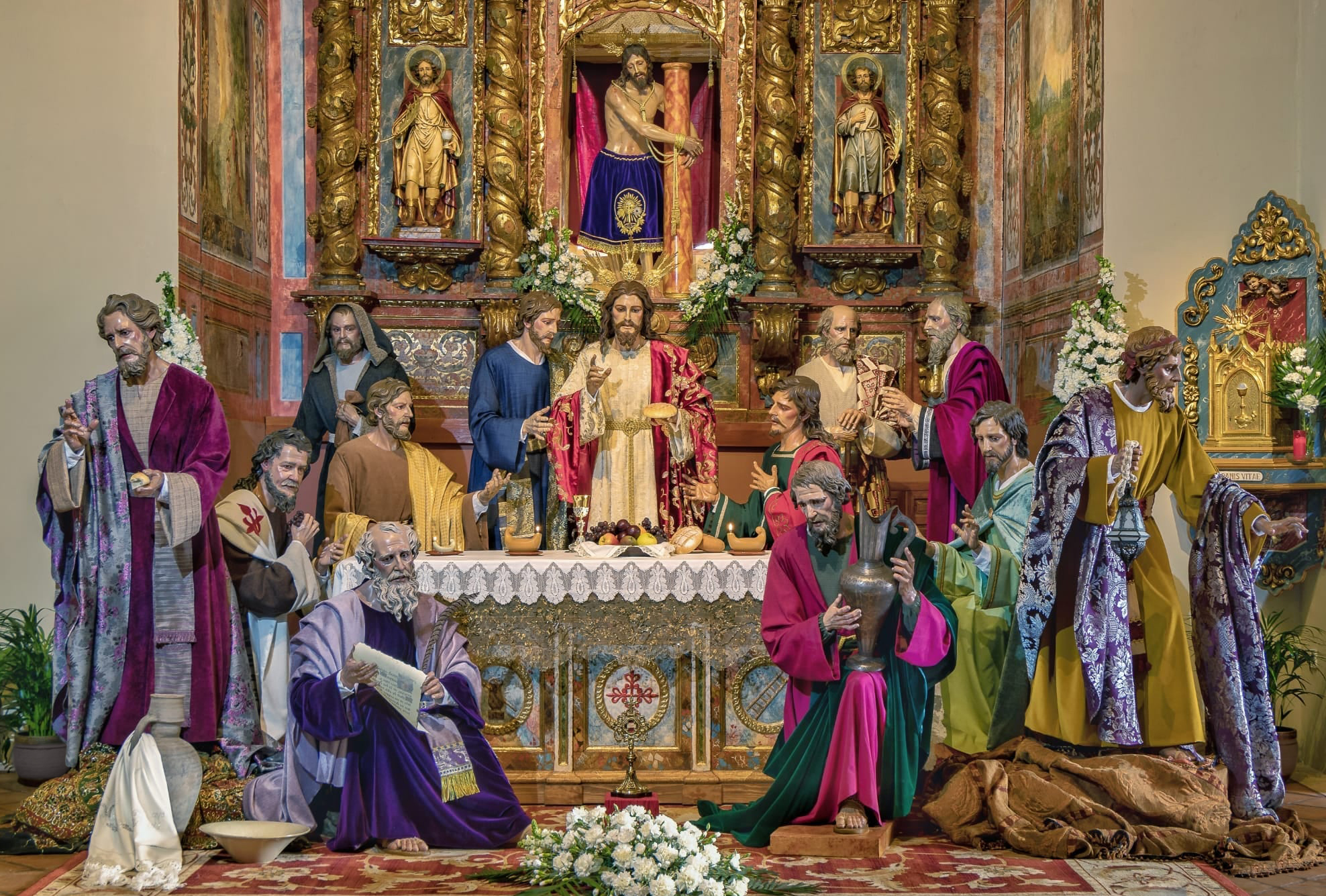
Misterio de la Santa Cena

Por la mañana desfila el paso de Jesús de la Paz en su entrada triunfal en Jerusalén. La procesión tiene dos partes, la litúrgica que sale de la iglesia de Santa María hasta la iglesia parroquial de San Felipe y Santiago donde se celebra la misa de la pasión, y posteriormente continua hasta la casa de hermandades de pasión.
Por la tarde tiene lugar la estación de penitencia de la Santa Cena, de la hermandad de Jesús Nazareno, con salida desde el Guardapasos, la procesión transcurre por los lugares más emblemáticos del municipio como el castillo, la ermita del Cristo de la Columna o la plaza de España.
Lunes Santo

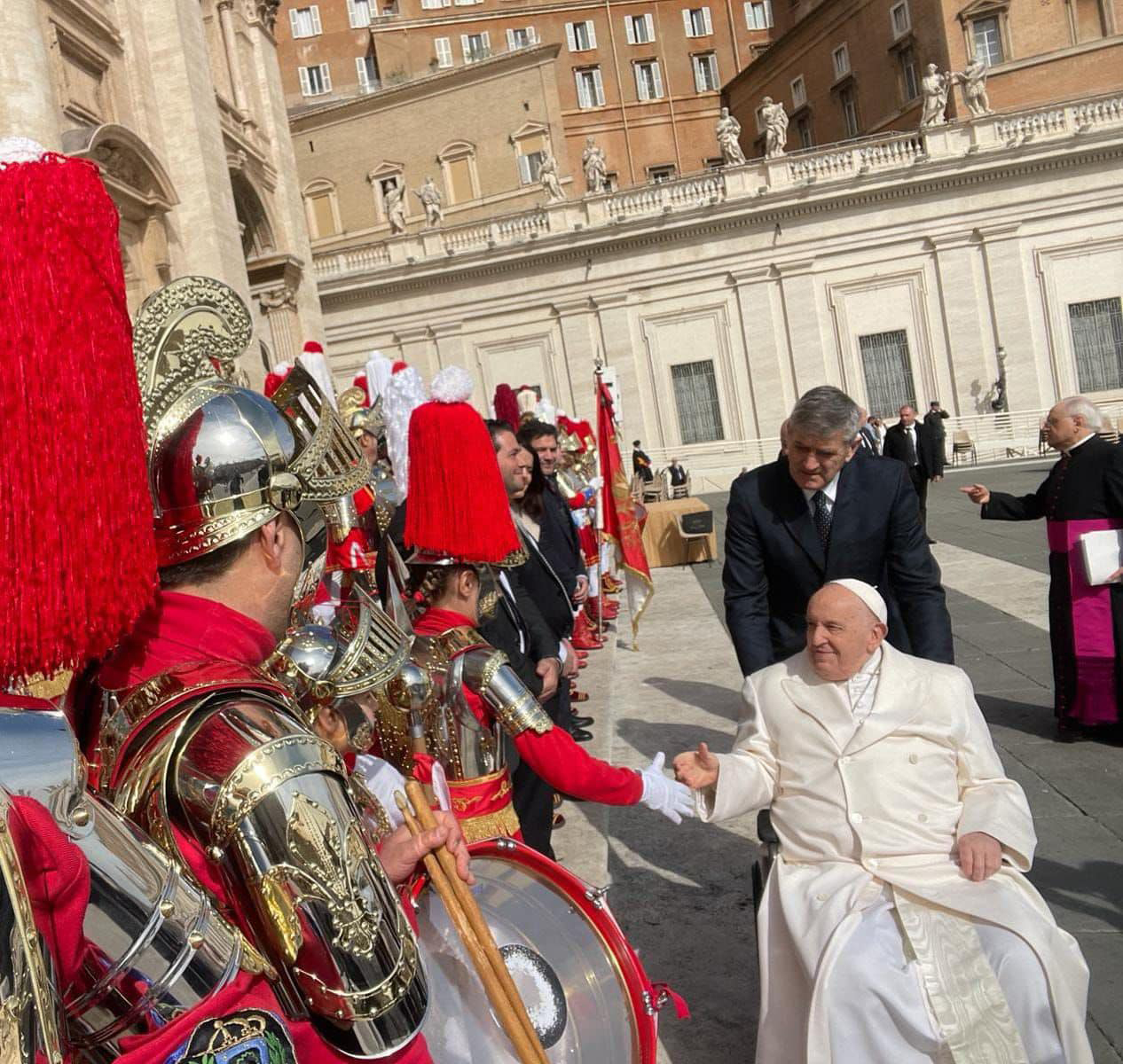
Audiencia de los Armaos con el papa Francisco

Vía Crucis de la pastoral de Jóvenes por las calles del barrio de Santa María.
Martes Santo
Procesión de San Juan Evangelista y Nuestra Señora de la Esperanza, con salida desde la iglesia de Santa María y recogida en la casa de hermandades de pasión.
Miércoles Santo
Procesión de Ntra. Sra. de los Dolores. Durante la procesión se rezan los 7 dolores de la Virgen. El desfile sale de la iglesia San Felipe y Santiago y se recoge en la casa de hermandades de pasión.
Jueves Santo
Por la mañana, la compañía romana escenifica la traición de judas a cambio de las 30 monedas. Los armaos se encuentran con "Judas" (nazareno morado de la hermandad de Jesús Nazareno) en el pretil de la ermita del Cristo de la columna, éste junto a la compañía romana buscan a Jesús por las calles del municipio. En este desfile no procesiona ningún paso y su recorrido es aleatorio. 
Por la tarde, se celebra la procesión del prendimiento, tras los oficios, sale la imagen de Jesús Nazareno hacia la ermita del Calvario, allí se producirá el acto destacado del prendimiento que consiste en la llegada de la compañía romana a marcha ligera hacia donde se encuentra Jesús. Una vez llegan al paso sube al trono "Judas" y besa la imagen del Nazareno, seguidamente sube un mando de los armaos y coloca una cuerda en las manos de la imagen. Es uno de los momentos más populares de la Semana Santa en Bolaños de Calatrava, incluido dentro de los hitos de la Semana Santa Calatrava. De madrugada los armaos tocan diana.
Viernes Santo
De madrugada desfila la procesión del silencio con el Cristo del Consuelo y la imagen de María Santísima del Divino Amor. De gran plasticidad es la salida del cristo desde la iglesia de San Felipe y Santiago pues sale ante la completa oscuridad de la plaza.
Por la mañana, se celebra la Procesión del Paso, con las imágenes de Jesús Nazareno, la Santa mujer Verónica, San Juan Evangelista y Nuestra Señora de la Soledad. En la plaza de España tiene lugar el encuentro entre Jesús, la Santa mujer Verónica, su discípulo Juan y la Virgen de la Soledad, a la que los armaos le impiden el paso, hasta que el sacerdote pronuncia la célebre frase "dejadla pasar que es su madre", es entonces cuando se produce el encuentro. Es el segundo de los hitos que incluye la Semana Santa en Bolaños de Calatrava en la Ruta de la Pasión Calatrava.
Por la noche, tiene lugar el Santo Entierro, donde desfilan todas las hermandades del municipio, tiene su salida desde la casa de hermandades de pasión y se recoge en la iglesia parroquial de San Felipe y Santiago.
Sábado Santo

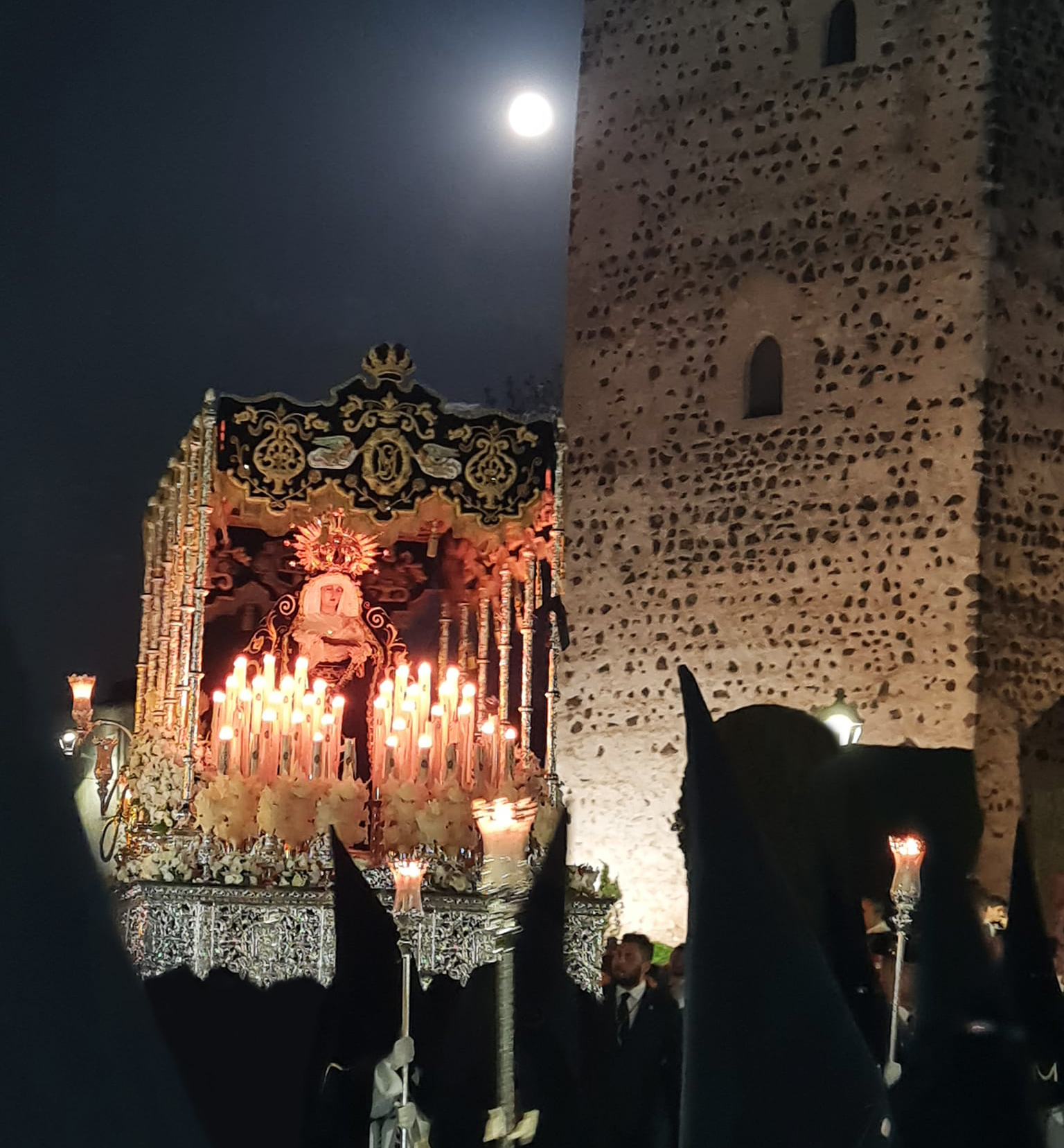
La Virgen de la Soledad a su paso por el castillo el Sábado Santo de 2022

Por la mañana tiene lugar La Caída que es la representación de la desaparición del cuerpo de cristo del Sepulcro, lo escenifican los armaos en la plaza de España, donde dos niños vestidos de ángeles cubren el cuerpo de Cristo. El nombre de Caída deviene por la posición en la que los armaos simulan caer al suelo ante el hallazgo. Posteriormente el paso del cristo del sepulcro cubierto con una sábana, entra a marcha ligera al templo y los armaos desaparecen de la plaza, para posteriormente regresar y realizar la estrella, el caracol y el molino, figuras que representan el desconcierto ante el sepulcro vacío. Es el tercero de los hitos que se incluyen en la Ruta de la Pasión Calatrava.
Por la tarde, tiene lugar la procesión de la Virgen de la Soledad que sale del templo parroquial, bordea las calles aledañas de la plaza de España y se dirige hacia la ermita del Cristo de la Columna, pasando por el castillo, al que accede por el callejón de Escuderos. A partir de este punto tienen lugar los momentos más plásticos del desfile, cuando la Virgen procesiona en la penumbra del callejón para acceder a al castillo, cruzar la plaza de Doña Berenguela y finalmente terminar en la ermita del Cristo de la Columna.
Domingo de Resurrección
Desfilan Jesús de la Bondad en su Resurrección y la Virgen del Rosario, el encuentro entre ambos se produce en la plaza del Altozano, es de gran simbolismo porque se produce donde antiguamente se ubicaba el cementerio de Bolaños, lo que enfatiza la idea de que la muerte no es el final.

#### Romería Virgen del Monte

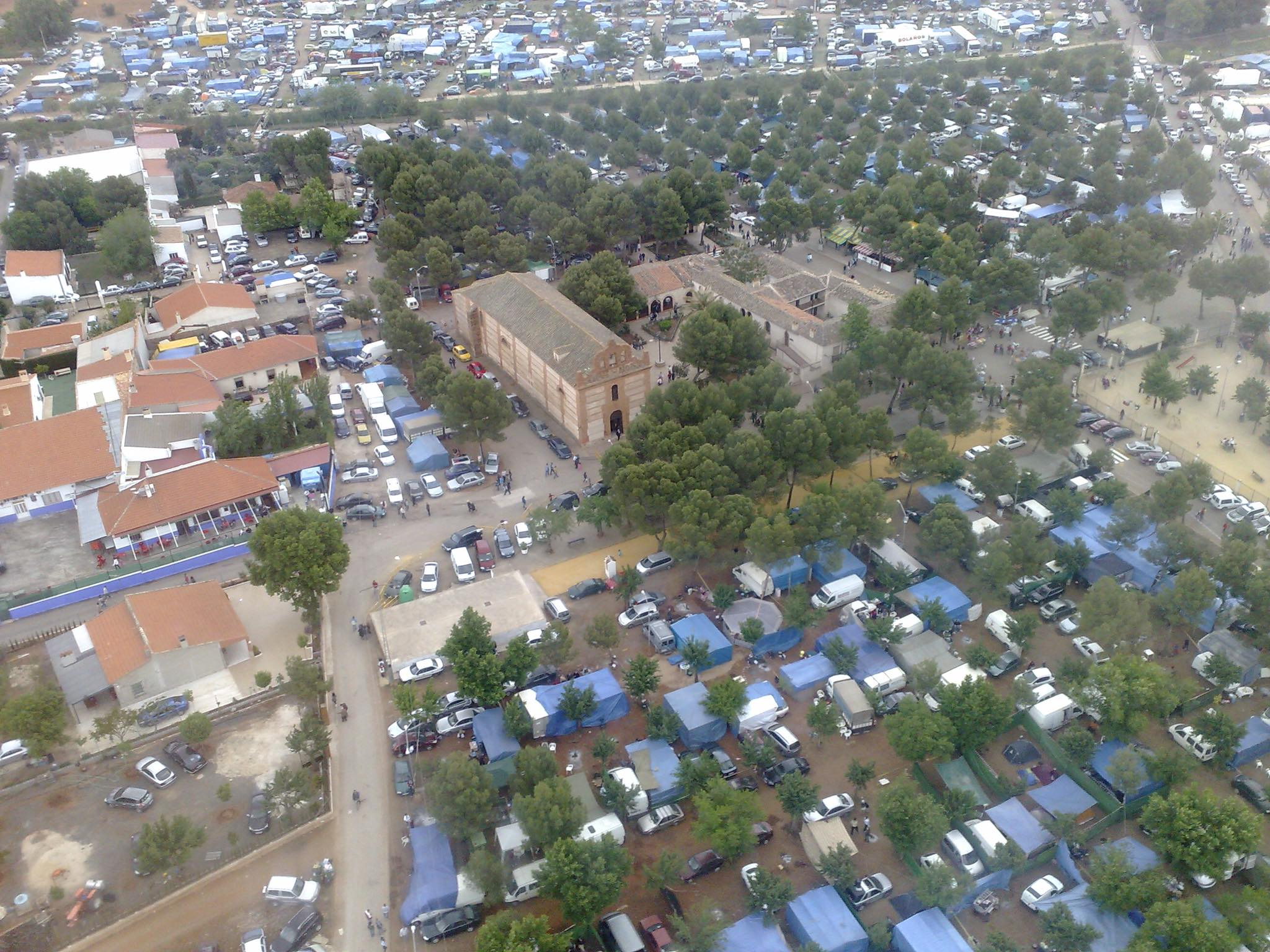
Romería de la Virgen del Monte en Bolaños de Calatrava (Ciudad Real)

Es sin duda la fiesta con más arraigo de la localidad, sacando de los bolañegos su espíritu más hospitalario ante foráneos y visitantes. Es celebrada el último domingo de abril (siendo fiesta local el siguiente lunes) en la antigua dehesa de la moheda, perteneciente en el tiempo de las órdenes militares a la orden de Calatrava. En la ladera de este pequeño Monte o cerro que forman las primeras estribaciones de Sierra Pelada, se construyó ochocientos años atrás la primera ermita que albergaría la imagen de la Virgen que ofreciendo su patronazgo a los pueblos limítrofes de Almagro y las aldeas que entonces se encontraban bajo su jurisdicción eclesiástica de Moral de Calatrava y Bolaños de Calatrava. En la Actualidad, el paraje es en un pequeño núcleo urbano surgido en torno a la primitiva ermita de Nuestra Señora del Monte.

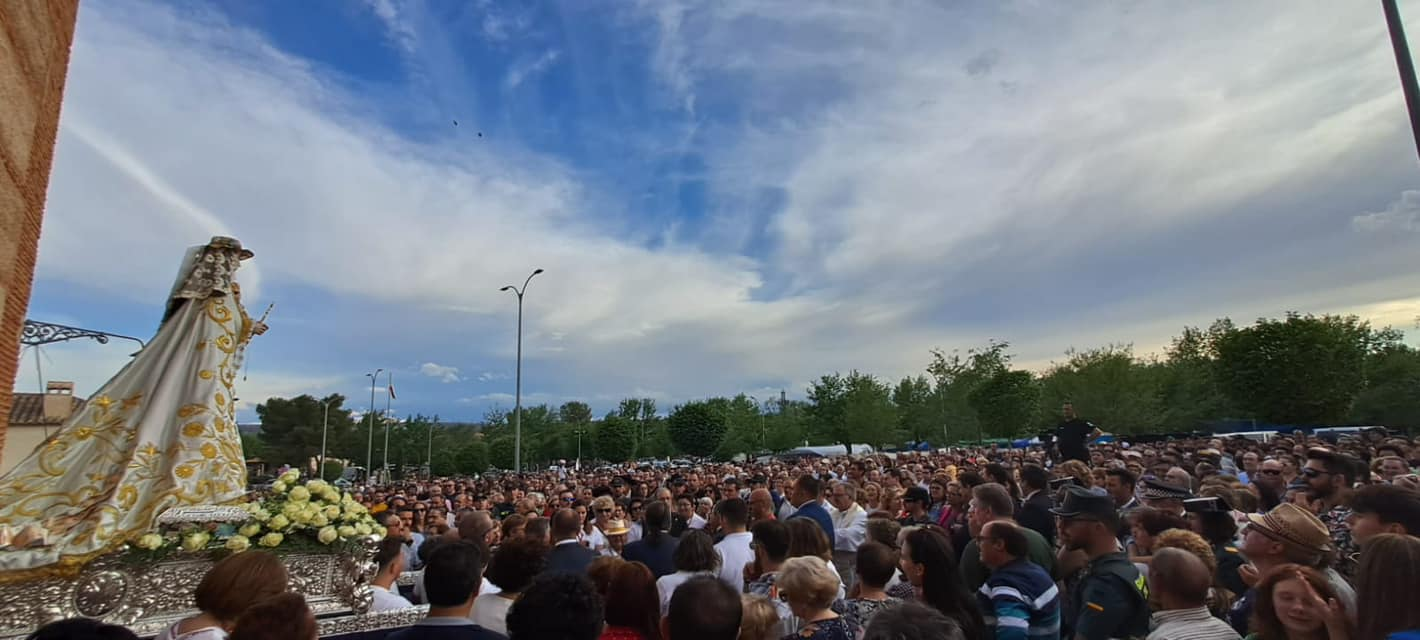
La imagen de la Virgen del Monte sale de la ermita grande a las 19:00 horas ante una multitud de romeros que esperan en las inmediaciones del santuario

Desde la antigüedad los habitantes de la comarca (especialmente los bolañegos) acudían al entorno de la ermita, con familiares o amigos, en carros y bestias para pasar un día de campo en tono festivo, comiendo la tradicional caldereta manchega. Hoy en día los carros han sido sustituidos por los medios de transporte modernos como coches, tractores, furgonetas y camiones. Al igual que la duración de la festividad, que en otros tiempos, se celebraba un único día y en la actualidad se ha ampliado por la gran aceptación de la fiesta en la ciudad y a la que acude gente de diferentes puntos de España, ya no solo por la devoción a la Virgen bajo al advocación del monte, sino por el gran ambiente festivo que se genera en los actuales tres días de fiesta.
De especial interés para visitantes es la imagen de la Virgen, tocada con un gracioso sombrero pastoril, la decoración de la ermita mediante juegos florales, y la subasta del estadal (medalla de oro que se subasta a las puertas de la ermita una vez finalizada la procesión); también destaca la tradición de colgar billetes en el manto de la Virgen del Monte durante la procesión de esta, el domingo por la tarde. Finalizada la procesión se subasta el "estadal de oro" (medalla que ha portado la Virgen durante la romería) tradición que surgió a partir de la coronación canónica de la imagen en el año 1966. Cada año se subasta una medalla grabada, siendo una insignia única que se asigna al mejor postor en la puerta de la ermita la finalizar la procesión de cada romería. La medalla que en el mercado puede poseer un valor en torno a los 300 Euros ha llegado a alcanzar los 17 000 euros en la romería del año 2024.

#### Fiestas del Cristo de la Albahaca

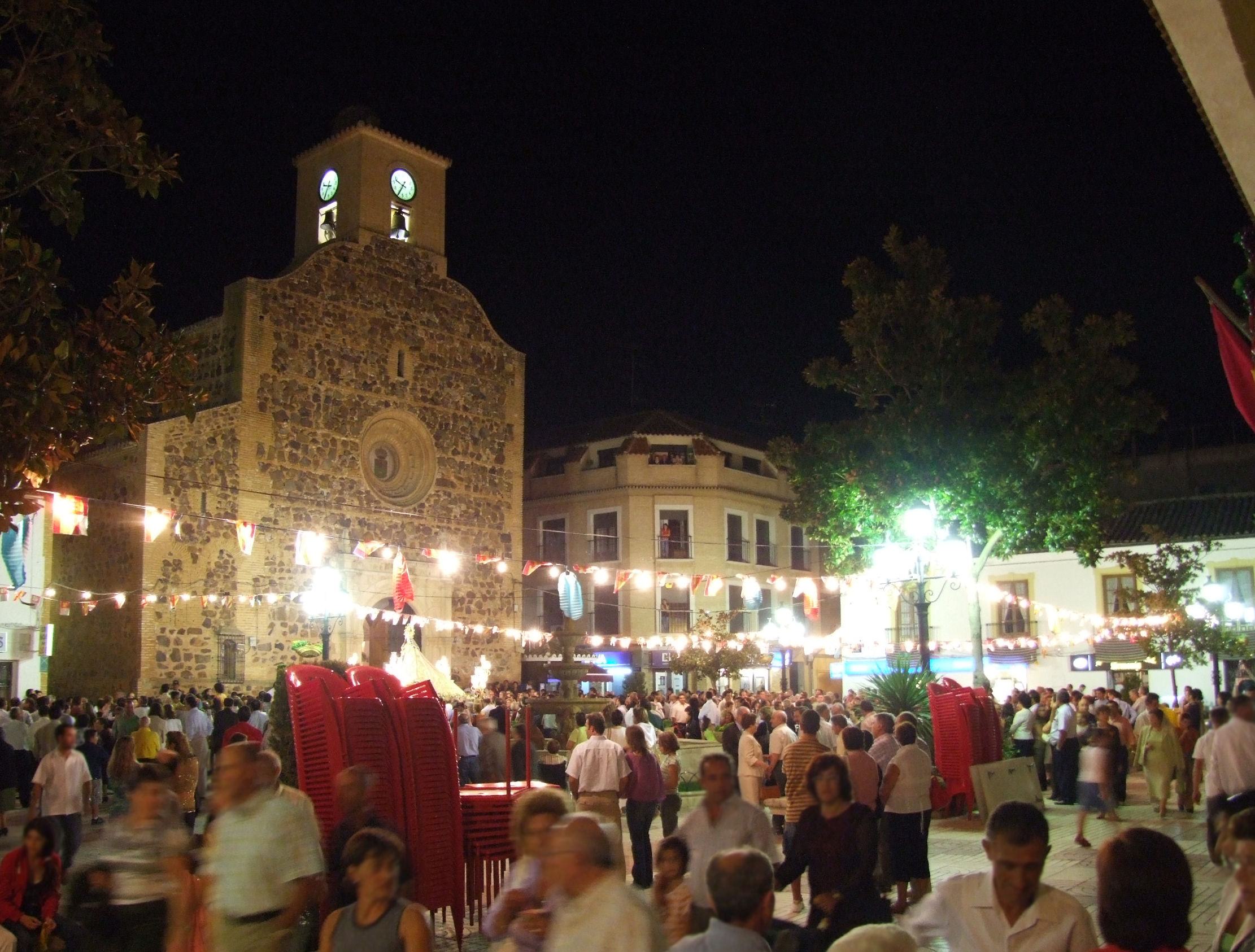
Plaza de España, fiestas del Cristo

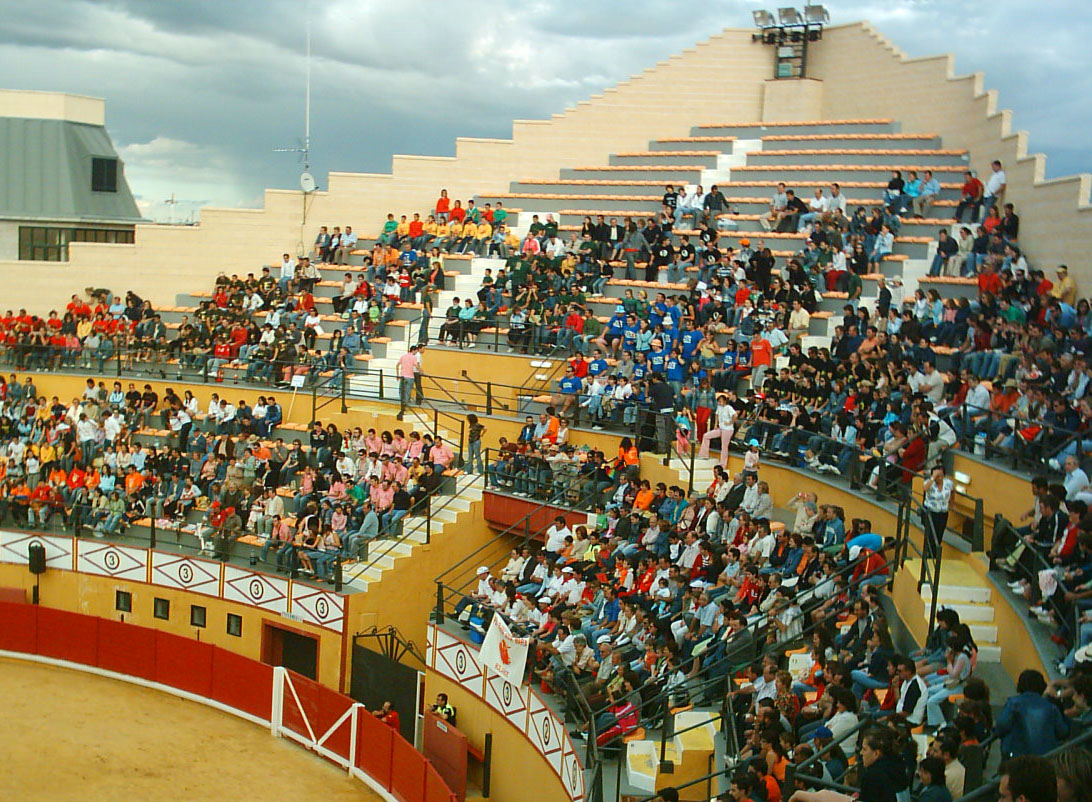
Concurso de peñas en la plaza de toros

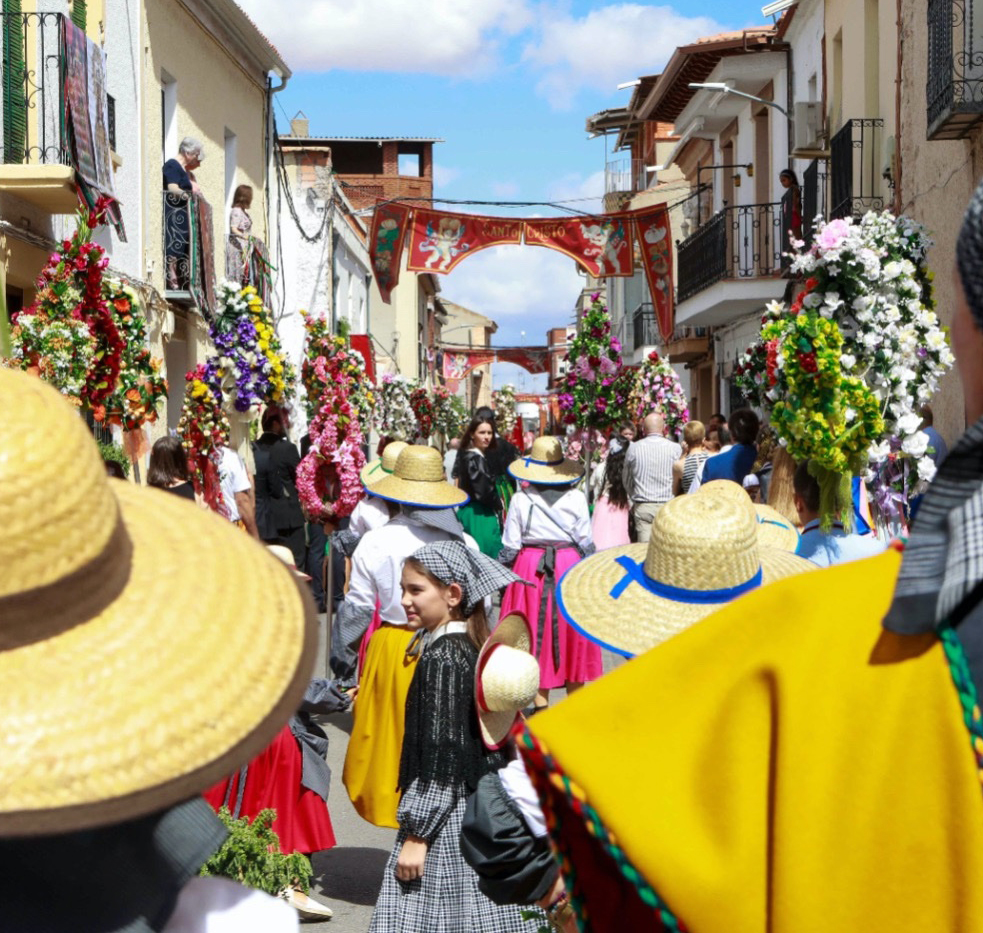
Alabardas en la procesión del cristo de la Albahaca

Cuando el incesante calor del verano manchego empieza a cesar, y la llegada de la temporada de recolección de los frutos del campo se acerca; se celebra las fiestas patronales en honor al santísimo Cristo de la columna, o también conocido como Cristo de la albahaca por la antiquísima tradición de llevar albahaca al Cristo. Aromática planta que a su vez engalana calles, plazas y patios en estas fechas. Pudiéndose denominar también estas fiestas como las fiestas de la albahaca por lo castizo de la tradición y el arraigo de esta planta en las huertas bolañegas.
El día 14 de septiembre (fiesta local) dará paso a una semana de convivencia, de recreo y de diversión y como no, de encuentro entre bolañegos afincados en otras ciudades del país.
De gran vistosidad y colorido es la procesión de las típicas alabardas bolañegas que pierden su significado original para convertirse en vistosas varas rematadas con aros de flores, rosarios y escapularios que cada alabardero engalana como deseé.
Y que procesionan en las vísperas del día 14, y este mismo día, en la procesión del Cristo por la mañana y en la tradicional rifa de ofrendas por la tarde; donde se subastan productos de la tierra, que peñas y particulares ofrecen al patrón en las vísperas de su festividad.
En ello hay que destacar el gran ambiente festivo que se respira, el protagonismo de los bolañegos y de la juventud a través de las numerosas actividades que se llevan a cabo en la localidad. Entre ellas el concurso de peñas, donde los jóvenes mayores de 16 años, organizados en peñas, pueden disfrutar de numerosas pruebas en torno a la cultura bolañega, el conocimiento del pueblo o la gastronomía, gymkanas y variedad de actividades.
La procesión de las alabardas y la rifa de ofrendas‚ fue declarada de Interés Turístico Regional en septiembre del año 2022.

### Gastronomía
La gastronomía bolañega se encuadra dentro de los platos típicos manchegos, convirtiéndose en uno de los atractivos de Bolaños. Abarca una gran variedad culinaria, desde primeros platos, pasando por embutidos, encurtidos y conservas, hasta llegar a sus deliciosos postres. El clima seco y un tanto extremos, condicionan los diferentes cultivos de Bolaños. Esto a su vez determina las características de su cocina, siendo esta un tanto austera, pero conservando las pautas de la dieta mediterránea, como el empleo de hortalizas, legumbres, caza menor, carne de pollo y cordero, etc.
En la cocina tradicional bolañega, el pescado aparece en muy pocas recetas, y cuando lo hace, suele ser en salazón: salazón, cubanas, etc. El bacalao, tradicionalmente es rebozado en huevo y harina, sobre todo y tradicionalmente servido en Semana Santa. También se utiliza para enriquecer otros platos, como el moje tostado o tiznao, el potaje de garbanzos, el moje o ajo molinero.
Los platos más típicos de Bolaños, tienen en común su fácil preparación y su bajo costo económico. Uno de estos platos son las gachas, elaboradas con harina de almortas o pitos. También pueden hacerse con patatas cocidas y cominos, recibiendo el nombre de gachas de aceite o de ajillo-comino.
Las migas, como las gachas, son un buen ejemplo de este tipo de platos, se preparan a base de pan picado, pudiéndolas acompañar con torreznos, magro o sardinas fritas y, para suavizarlas, con uvas, granada o naranja. Hay otras variedades de las migas, como son las migas de pastor, que es una variante dulce, ya que realiza con leche, canela y azúcar, y las sopas tostadas, que son más húmedas que las migas.
En las huertas bolañegas, se cultivan tomates, pimientos, cebollas, berenjenas, patatas, ajos, cornachos, guindillas, habichuelas, calabacín, etc., que son los ingredientes de platos tan tradicionales como el pisto manchego, el asadillo o pisto asado, el revientalobos, las sopas de berenjena, las habichuelas con perdiz y un sinfín de platos más. Además, estas hortalizas, se consumen también en forma de conservas, como las berenjenas aliñadas y embuchadas, los tomates en sal o en conserva, las guindillas en vinagre o las aceitunas aliñadas, entre otras. En verano también es común ver en las mesas bolañegas el pipirrana.
La matanza, también es de gran tradición en Bolaños. De la cual han quedado en Bolaños embutidos autóctonos como la patatera, de influencia extremeña, elaborada con carne de cerdo y patata cocida, y el salchichón imperial, catalogado como uno de los mejores salchichones nacionales y que está bajo patente en manos de una empresa local. Pero la carne utilizada más tradicionalmente, en Bolaños, es el cordero manchego, bajo denominación de origen. Uno de los platos más afamados realizados con esta carne es la caldereta de cordero, a la que se le añade un poco de vino blanco de la tierra, el cual también se utiliza para la elaboración de algunos postres como es el caso de los barquillos.
Uno de los ingredientes que tiene especial protagonismo en la cocina tradicional bolañega y, principalmente, en los postres y repostería, es el aceite de oliva virgen, base de la elaboración de platos como las tortillas de rodilla, los rosquillos, las flores, las roscas de tallos.

### Deporte

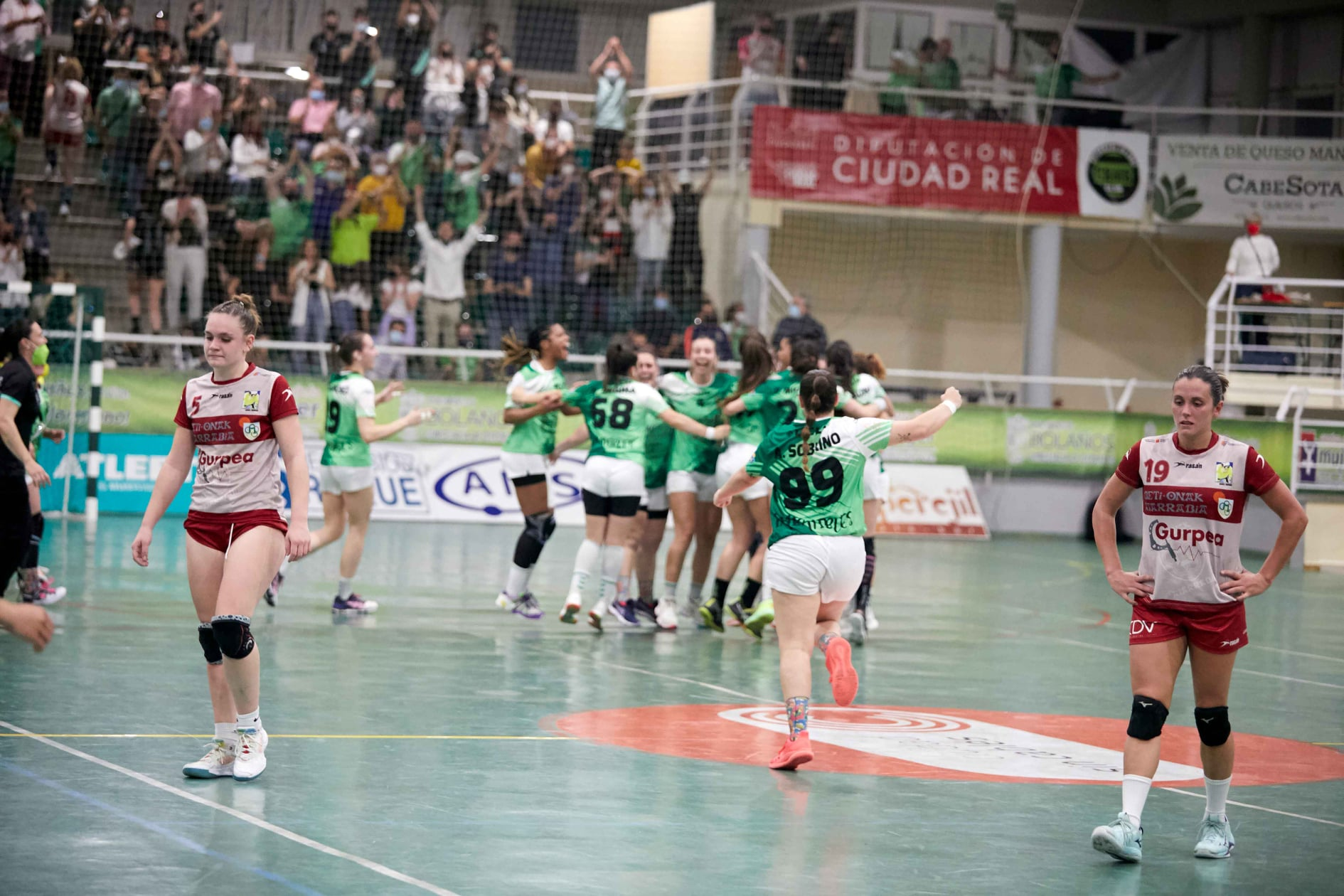
Partido del Balonmano Bolaños en División de Honor Oro Femenina

Desde la década de los 90 del siglo pasado la ciudad cuenta con una importante cantera de deportistas formados en las escuelas deportivas municipales. Así como importantes clubs de diferentes deportes y categorías. El club que tiene equipos en mayor categoría es el Club Balommano Bolaños cuyo equipo femenino juega en la división de honor del balommano español, y el equipo masculino jugará en 2023 el ascenso para la división de plata. Otros club deportivos son el Club Deportivo Bolañego, Bolaños Club de Fútbol, Club de Atletismo Bolaños, Club Baloncesto Bolaños, Club Multi-raqueta Bolaños, Club deportivo galguero Campos de Calatrava, Club ciclista BTT "El Abrojo".

### Leyendas

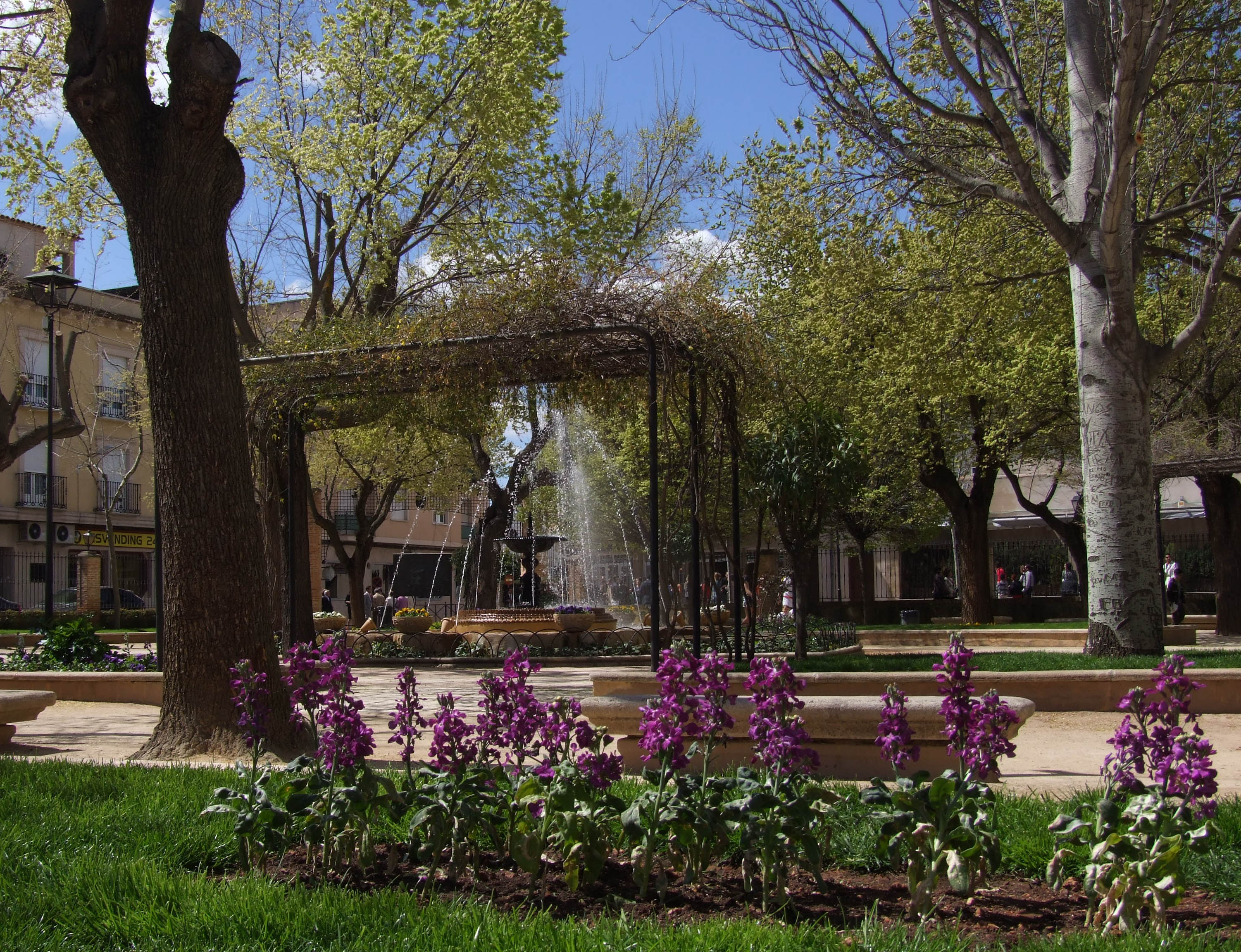
Parque municipal

Se cuenta que en tiempos remotos el castillo de Bolaños estaba comunicado por pasadizos secretos con el convento de los dominicos de Almagro hacia el oeste y con el Pardillo en dirección este. Este último pasadizo se decía que pasaba por el antiguo pozo de la nieve.
De hecho un grupo de estudiantes de Bolaños, al principio de los años cuarenta, hicieron un estudio sobre este tema, llegando a recorrer bastantes metros en dirección al castillo por el interior de este pasadizo. Partieron del pozo que hay en la casa que hoy todavía existe en la esquina que forman la calle Cristo con calle Toledillo. 
Estos pasadizos permitirían escapar del castillo en caso de asedio, o abastecer a los asediados.
Hoy el castillo se encuentra adornado en su fachada principal con un hermoso jardín, pero hace décadas todavía quedaba junto a la muralla que une las dos torres, parte del foso que en su tiempo rodearía el castillo y en esa especie de cueva, en la que solían acampar gitanos o acurrucarse los sin hogar de aquellos tiempos, había, en una de sus paredes, una mancha oscura con un cierto parecido a la huella de una mano ensangrentada. 
Aquella mancha, dice la leyenda, que era la huella de la mano herida de Doña Berenguela que allí se apoyó cuando los moros la llevaban prisionera.